# Lega Nord
Lega Nord (deutsch Liga Nord; vollständiger Name Lega Nord per l’indipendenza della Padania, Liga Nord für die Unabhängigkeit Padaniens) ist eine rechtspopulistische Partei in Italien, die hauptsächlich in Norditalien aktiv war und in Anspruch nahm, die Interessen dieser Region zu vertreten.
Sie entstand 1989 als Zusammenschluss mehrerer norditalienischer Regionalparteien, die 1991 sich zu einer gemeinsamen Partei vereinten. Die regionalen Verbände (von der Lega Nord als „nationale Verbände“ bezeichnet, weil sie die Regionen Norditaliens als eigene „Nationen“ betrachtete) behielten aber hochgradige Selbstständigkeit. Zeitweise forderte die Lega Nord die Abtrennung „Padaniens“ vom übrigen Italien, später größere Autonomie für die norditalienischen Regionen oder eine Föderalisierung des Landes. Während die Lega zunächst ein diverses politisches Spektrum umfasste, das auch Einsatz für Bürgerrechte und Umweltschutz beinhaltete, positionierte sie sich zunehmend gegen Einwanderer und gegen die Europäische Union. Ihre Politiker fielen mit fremdenfeindlichen und rassistischen Äußerungen auf, weshalb die Partei auf der äußersten Rechten verortet wurde.
Unter Führung Matteo Salvinis (ab 2013) wandte sich die Partei vom norditalienischen Regionalismus schrittweise zu einem auf Italien als Ganzes bezogenen Nationalismus, was auch in zunehmendem Wählerzuspruch in Mittel- und Süditalien resultierte. Dementsprechend erfolgte im Dezember 2017 die Neugründung als landesweite Partei Lega per Salvini Premier, kurz nur Lega genannt. Die ursprüngliche Lega Nord wurde nicht aufgelöst, sondern besteht formal als separate Organisation fort, tritt aber nicht mehr als eigenständige politische Kraft in Erscheinung.

## Ideologie
Der 2001 verstorbene Gianfranco Miglio, der die staatsrechtlichen und nationalökonomischen Theorien von Lorenz von Stein und Carl Schmitt propagierte, wurde als „Chefideologe“ der Lega Nord bezeichnet. Er galt als intellektuelles Aushängeschild eines Netzwerkes der Neuen Rechten, der Synergies Européennes.
Das kulturelle Selbstverständnis der Lega Nord ist eine Mischung aus Stolz über das kulturelle Erbe Norditaliens, insbesondere mit historischen Bezügen zu dem Lombardenbund (die Partei trägt das Abbild von Alberto da Giussano, dem Sieger der Schlacht von Legnano, in ihrem Wappen), Ressentiments gegenüber Süditalienern, Förderung des Föderalismus und Regionalismus, was mit der Betonung einer eigenen norditalienischen, angeblich am antiken Keltentum inspirierten Kultur einhergeht. Die vermeintlich fleißigeren, tüchtigeren und intelligenteren Bürger Norditaliens würden sich angeblich ethnisch von den zurückgebliebenen Regionen des Südens unterscheiden.
Besonders ausgeprägt ist die Ablehnung des italienischen Zentralstaats und seiner Symbole (Hymne, Flagge etc.). Parteimitglieder singen die Nationalhymne Il Canto degli Italiani nicht mit, auf Kundgebungen wird sie sogar ausgepfiffen. Bei Veranstaltungen der Lega Nord wird hingegen der bekannte Freiheitschor „Va pensiero, sull’ali dorate“ aus Verdis Nabucco gesungen. Zudem hat Bossis Äußerung, die italienische Tricolore tauge allenfalls als Toilettenpapier, für große Empörung gesorgt.
Die Lega Nord betrachtet sich als unabhängige, freiheitliche und vor allem regional-norditalienische („padanische“, abgeleitet vom Po, lateinisch padanus, der die Region durchfließt) politische Kraft, die großen zentralistischen (Staats-)Gebilden bzw. Organisationen prinzipiell kritisch gegenübersteht, was weltumspannende eher „geheime“ Organisationen, die großen politischen Einfluss besitzen, mit einschließt. So gehört die Lega Nord zu den wenigen Parteien in Italien, die Freimaurern den Eintritt in die Partei verwehren. Sie ist der Auffassung, dass nur kleine und tendenziell sozial bzw. ethnisch homogene Gebilde überlebensfähig seien und als Identitätsbezug bestehen können.
Aufgrund ihres regional-autonomen Selbstverständnisses solidarisiert sich die Lega mit Autonomie- bzw. Sezessionsbestrebungen auf der ganzen Welt, wie z. B. jener Tibets vom chinesischen Zentralstaat, dem Vlaams Belang, die den flämischen Teil Belgiens (Flandern) vom wallonischen Teil Belgiens unabhängig machen möchte, sowie den Unabhängigkeitsbestrebungen der Korsen in Korsika von Frankreich.

## Politische Einordnung
Die Lega Nord, bisweilen zusätzlich als radikal regionalistisch oder separatistisch umschrieben, wird von weiten Teilen der Politikwissenschaft als rechtspopulistisch klassifiziert u. a. Hans-Gerd Jaschke (2001), Frank Decker (2004), Steffen Kailitz (2006), Günther Pallaver/Reinhold Gärtner (2006), Tim Spier (2010), Karin Priester (2010), Stefan Köppl (2011), Oskar Niedermayer (2015) und Michael Kaeding/Niko Switek (2015). Die Extremismusforscher Eckhard Jesse und Tom Thieme (2011) attestierten der Lega Nord bisher einen „weiche[n] Extremismus“. Es sei allerdings in jüngster Zeit eine „Reradikalisierung“ zu beobachten. Der Politikwissenschaftler Michael Minkenberg (2011) spricht von einer „zunehmenden Fremdenfeindlichkeit“, ähnlich äußerten sich Emanuel Richter (1999), Günther Pallaver/Reinhold Gärtner (2006), Patrick Moreau (2012) und Aram Mattioli (2012). Der Politikwissenschaftler Richard Stöss (2006) ordnet die LN, die er für rechtsextrem hält, in die Kategorie „nationalistisch und neorassistisch, eher systemkritisch“ ein. Weiterhin für extrem rechts bzw. rechtsextrem wird sie unter anderem von Jean-Yves Camus (2003) betrachtet. Alternativ findet von einigen eine Einordnung in den Rechtsradikalismus statt.
Duncan McDonnell (2006) meint hingegen, dass die Lega Nord in erster Linie regionalistisch und populistisch sei und die Zuordnung zur radikalen Rechten oder ähnlichen Kategorien zu kurz greife. Laut Marco Tarchi (2007) zeigt die Lega Nord zwar alle Merkmale einer populistischen Partei und vertrete in strittigen Fragen extreme Positionen, ihre Einordnung in die Liste der rechtsradikalen oder rechtsextremen Parteien sei aber unpassend und würde zu Missverständnissen über ihren Charakter führen.

## Parteiprogramm
Das Parteiprogramm der Lega Nord ist eine Kombination aus politischem und fiskalischem Föderalismus und Regionalismus. So unterstützt die Partei den Schutz der jeweiligen regionalen (lombardischen, venetischen, piemontischen etc.) Kultur, Tradition und Sprachen (Dialekte). So kann die ideologische Basis der Lega Nord als eine Ansammlung verschiedener regionalistischer Bestrebungen, die unter dem Deckmantel des Föderalismus zusammengefasst wurden, beschrieben werden. Aus diesem Grund scheint es prinzipiell möglich, dass die Lega sich mit weiteren Autonomiebewegungen aus Mittel- und Süditalien verbünden und auf diese Weise ihren politischen Wirkungsbereich erweitern könnte. Tatsächlich führt die Lega Gespräche mit Autonomiebewegungen aus ganz Italien, z. B. mit der Union Valdôtaine, der im Trentino ansässigen Partito Autonomista Trentino Tirolese, dem sizilianischen Movimento per le Autonomie sowie der sardischen Partito Sardo d’Azione. Die 1996 gegründete, süditalienische Lega Sud Ausonia galt als Schwesterpartei, blieb aber bedeutungslos.
Ein erster Erfolg dieser Gespräche war der gemeinsame Wahlantritt bei den italienischen Parlamentswahlen 2006 mit dem Movimento per le Autonomie unter der Liste Lega Nord-MPA.

### Sezessionismus
In den Anfangsjahren blieben die eigentlichen Ziele der Lega Nord durch das bis dahin wenig bis gar nicht ausgeprägte Parteiprogramm zunächst unklar: Schon damals befürworteten einige Exponenten der Partei radikalen Sezessionismus nach jugoslawischem Stil, andere sprachen sich in einem viel moderateren Ton für mehr Autonomie für die norditalienischen Regionen aus.
Schließlich erklärte die Lega den Föderalismus als ihr wichtigstes politisches Anliegen, der schnell von den übrigen italienischen Parteien als ein beliebtes Schlagwort für eine Reform des italienischen Zentralstaats übernommen wurde – mit Ausnahme der Neofaschisten und Kommunisten. Erstere betrachteten den Föderalismus als eine Zersplitterung der Heimat und ein Synonym für Kleinstaaterei, letztere als einen Versuch, die überregionale Solidarität zu untergraben, was besonders im Zusammenhang mit dem für Italien charakteristischen wirtschaftlichen Nord-Süd-Gefälle betrachtet werden muss.

Die von der Lega Nord vorgeschlagene Flagge Padaniens, die Alpensonne, ein zentrales Symbol der Lega

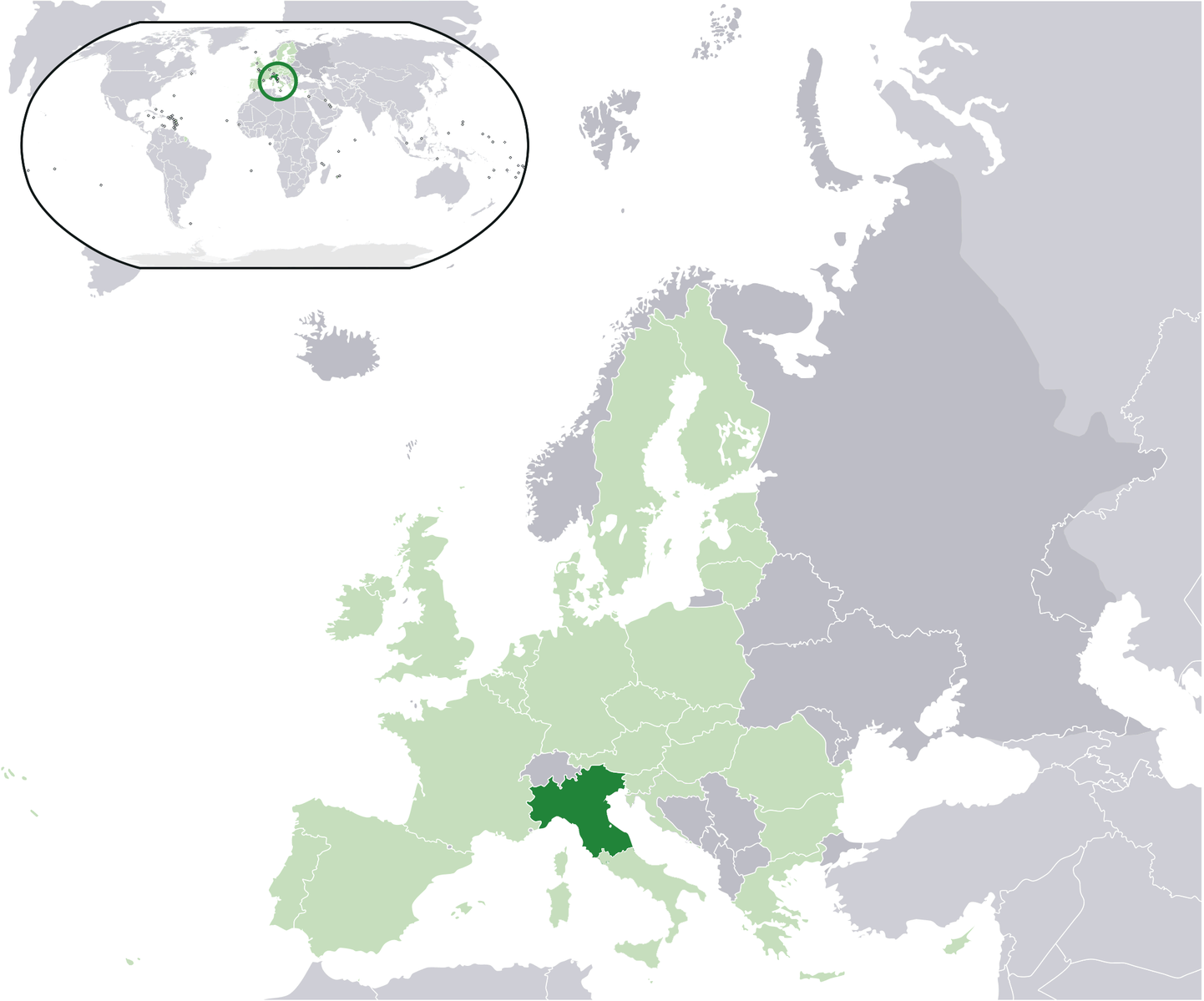
Karte Europas, Padanien dunkelgrün markiert nach den Vorstellungen der Lega Nord

Nach dem Wahlerfolg 1996 (10,4 % der Stimmen auf nationaler Ebene, Spitzenwert von 35,8 % im Wahlkreis Lombardei 2, das beste Resultat in ihrer Geschichte vor 2018) radikalisierte sich die Lega Nord in ihren Autonomiebestrebungen, vertrat nun offenen Sezessionismus und verkündete die Spaltung Italiens in drei Makroregionen, die von dem bekannten und als „Chefideologen“ der Lega Nord angesehenen Politikwissenschaftler Gianfranco Miglio definiert wurden: Padanien als Bezeichnung für die norditalienische, Etrurien für die mittelitalienische und Ausonia für die süditalienische Makroregion.
Als symbolischer Akt zur Geburt der neuen Nation füllte Bossi eine Phiole mit Quellwasser des Po und ließ sie wenige Tage später im Rahmen einer kultisch-patriotischen Festivität von einem kleinen Mädchen bei Venedig ins Meer schütten.
Zudem wurde aus Freiwilligen eine militante, aber unbewaffnete Truppe gegründet: die sogenannten Grünhemden (Grün ist die Farbe Padaniens). Kritiker bezeichneten daraufhin die neu gegründete Gruppierung als ein Pendant zu den Schwarzhemden des faschistischen Italien unter Benito Mussolini, jedoch bekannten sich die Grünhemden zur Gewaltfreiheit, und auch geheimer Waffenbesitz konnte ihnen nie nachgewiesen werden.

### Föderalismus
Die im Jahr 2000 erfolgte Rückkehr der Lega Nord in die erneuerte Mitte-rechts-Allianz Casa delle Libertà von Silvio Berlusconi zwang die Lega, ihre Rhetorik hinsichtlich ihrer regionalistischen Forderungen zu mäßigen. Im August 2006 rückte Parteichef Bossi offiziell vom Sezessionismus ab, nachdem er noch im Mai nach einem verlorenen Referendum über eine von der Regierung Berlusconi angestrebte Verfassungsänderung gedroht hatte, Norditalien werde sich der Schweiz anschließen. Im Juni 2006 hatte eine Mehrheit von 61,3 % der Italiener eine Verfassungsreform abgelehnt, die den Regionen weitreichende Kompetenzen und dem Premierminister mehr politische Macht eingebracht hätte.
Heute lanciert die Lega ihre staatspolitischen Forderungen mehr in Richtung einer Devolution nach britischem Muster statt eines weitreichenden Sezessionismus. Dies führte u. a. zur Abspaltung einiger Gruppierungen von der Mutterpartei.
Am 29. September 2007 – im Rahmen der Veranstaltung Parlamento del Nord und im Beisein von Silvio Berlusconi – äußerte sich der Vorsitzende Umberto Bossi jedoch erneut zum gewaltbereiten Separatismus und meinte: „Die Freiheit kann nicht mehr im Parlament erobert werden, sondern durch den Kampf von Millionen zur Aufopferung bereiter Männer in einem Befreiungskrieg.“
Während ihrer erneuten Regierungsbeteiligung in der Regierung von Silvio Berlusconi von Mai 2008 bis November 2011 erhob die Partei allerdings keine derart radikalen Forderungen mehr.

### Programm
Obwohl die Föderalisierung des italienischen Zentralstaats bzw. die Erlangung von Autonomie für den Norden Italiens nach wie vor das unbestrittene Hauptziel der Lega ist und sie sogar bei Erlangung dieses Zieles die Einstellung ihrer politischen Aktivität in Aussicht stellt, ist die Lega im Gegensatz zu ihren Anfangsjahren keine Ein-Themen-Protestpartei mehr.

#### Staatspolitik
Der derzeit zentrale Programmpunkt der Partei ist die Verlagerung von Kompetenzen des italienischen Zentralstaats auf die italienischen Regionen („Devolution“).
Konkret und als einen ersten Schritt in Richtung Devolution fordert die Lega Nord die Übertragung exklusiver Kompetenzen des italienischen Zentralstaats in den Bereichen
- Gesundheitswesen (Krankenfürsorge und sanitäre Organisation)
- Bildungswesen (Schulorganisation, Verwaltung der Schulen und Weiterbildungseinrichtungen. Definition jener Teile der Schul- und Weiterbildungsprogramme mit einem spezifischen regionalen Interesse)
- regionale Polizei

auf die italienischen Regionen.
Dabei soll die eigentliche Kompetenzübertragung stufenweise in einem System der „zwei Geschwindigkeiten“ erfolgen:
- Regionen, die bestimmte administrative Voraussetzungen, wie Ressourcen und Verwaltungskapazitäten, erfüllen, sollen die zusätzlichen Kompetenzen sofort wahrnehmen können.
- Regionen, die diese Voraussetzungen nicht erfüllen, sollen jene Kompetenzen zu einem späteren Zeitpunkt übertragen bekommen.

#### Wirtschaftspolitik
Die Lega Nord verbindet in ihrer Wirtschaftspolitik vor allem wirtschaftsliberale Grundsätze mit regionalistischen Elementen. So soll die Wirtschaftsförderungspraxis sich an der lokal vorhandenen Arbeitskraft orientieren und klein- sowie mittelständische Betriebe, insbesondere aber Familienunternehmen, gefördert werden. Dieser Programmpunkt kann als Schutzprogramm speziell für die lokalen Wirtschaftsstrukturen der Lombardei und Venetiens betrachtet werden, in denen eine große Dichte an kleinen Familienunternehmen vorherrscht. Des Weiteren fordert sie eine radikale Entbürokratisierung; auch sollen lokale Industrien „keine Einmischung staatlicher Behörden mehr zu erdulden haben“.

#### Finanz- und Steuerpolitik
In der Finanzpolitik kritisiert die Lega das zentralistische Steuersystem Italiens mit seinen Umverteilungsmechanismen von den finanzstarken (nördlichen) Regionen zu den wirtschaftsschwachen (südlichen) Regionen. Konkret fordert die Lega, dass Steuern künftig ausschließlich auf regionaler Ebene erhoben werden sollen, was mit der Forderung einer Schwächung des überregionalen Finanzausgleichs einhergeht.
Die praktizierte Förderungspolitik zur Entwicklung strukturschwacher Regionen (insbesondere im Süden), die aufgrund der Umverteilung hauptsächlich mit norditalienischen Steuergeldern finanziert wird, wird scharf angegriffen, wobei Rom als Synonym für die italienische Zentralgewalt als Roma ladrona (italienisch für „diebisches Rom“) verunglimpft und als Institution, die die Gelder des reichen Nordens verprasst, dargestellt wird.
Vor dem Hintergrund der Mani-pulite-Ermittlungen gegen korrupte Politiker und Wirtschaftsführer, die letztlich zum Zusammenbruch des politischen Systems der ersten Italienischen Republik führten, sowie der Steuererhöhungen der Mitte-links-Regierung Amato (Einführung einer Steuer auf Immobilienbesitz) gipfelte diese kritische Haltung 1996 in einem Aufruf der Lega Nord, in der die Partei ihre Anhänger gar zum Steuerprotest aufrief. Die Bürger wurden aufgefordert, lediglich kleine Geldbeträge, unabhängig von ihrer eigentlichen Steuerbelastung, an den Fiskus zu überweisen und keine festverzinslichen Staatsanleihen mehr zu zeichnen. Letztlich endete der Aufruf zum Steuerprotest in einem Fehlschlag, da weder eine nennenswerte Zahl von Bürgern ihm folgte noch die Zeichnung von Staatsanleihen zurückging.
Steuerpolitisch tritt die Lega ferner für Steuersenkungen, insbesondere zugunsten von Familien sowie klein- und mittelständischen (Familien-)Unternehmen ein, wobei die Priorität von Unternehmensteuersenkungen in der politischen Rangfolge der Lega höher angesiedelt ist als eine Absenkung der Einkommensteuer.
Dementsprechend erklärte der damalige Arbeits- und Sozialminister Roberto Maroni in der vorhergehenden Debatte um das am 26. November 2004 vom italienischen Abgeordnetenhaus angenommene Steuersenkungspaket der Regierung Berlusconi, die Priorität der Steuersenkungen lieber auf eine Abschaffung der Unternehmenssteuer Irap statt auf eine Senkung der Einkommensteuer zu setzen.
Auch fordert die Lega ein Ende von staatlichen Finanzhilfen für angeschlagene und krisengeschüttelte italienische Traditions- und Großunternehmen, wie es bei Fiat oder Alitalia geschehen ist.

#### Innenpolitik
In Fragen der inneren Sicherheit tritt die Lega für ein hartes Durchgreifen der Sicherheitskräfte gegenüber Kriminalität, illegaler Einwanderung (insbesondere jene aus muslimischen und afrikanischen Ländern) und Terrorismus ein. Zudem tritt sie für ein Recht auf Selbstverteidigung bei Angriffen auf die eigene Person oder das eigene Eigentum ein. So waren es Politiker der Lega (allerdings auch der Alleanza Nazionale und von La Destra), die seit Mitte 2008 auf die gesetzliche Verankerung von sogenannten „Bürgerwehren“ drängten: unbewaffnete Bürger, die – um die Polizei von dieser Aufgabe zu entlasten – durch die Städte patrouillieren, um Kleinkriminelle, Straßenhändler und illegale Einwanderer aufzuspüren.
Anfang 2006 initiierte die Lega dafür ein „Gesetz zur Selbstverteidigung“, das mit der Mehrheit des Mitte-rechts-Bündnisses vom italienischen Parlament angenommen wurde. Das Gesetz erlaubt den Einsatz legal registrierter Waffen oder „anderer geeigneter Mittel“, wenn ein Angriff auf die körperliche Unversehrtheit oder das persönliche Eigentum in den eigenen vier Wänden (auch Geschäftsräumlichkeiten) geschieht, und geht in diesen Fällen grundsätzlich von Notwehr aus.
Ferner weigerte sich der ehemalige italienische Justizminister Roberto Castelli, eine von dem früheren italienischen Staatspräsidenten Carlo Azeglio Ciampi ausgestellte Begnadigung für den wegen Mordes verurteilten Linksterroristen Adriano Sofri zu unterschreiben, und verhinderte somit eine vorzeitige Haftentlassung Sofris.
Die Lega nimmt eine konservative Haltung in gesellschaftlich-ethischen Streitfragen wie Abtreibung, Sterbehilfe, embryonale Stammzellenforschung, künstliche Befruchtung, Rechte für gleichgeschlechtliche Paare (obwohl eine mit der Partei sympathisierende Homosexuellenvereinigung mit dem Namen LOS Padania – Libero Orientamento Sessuale existierte) sowie Drogenkonsum ein.

#### Einwanderungs- und Ausländerpolitik
In der Einwanderungspolitik wendet sich die Lega Nord gegen weitere Zuwanderung nach Italien – insbesondere aus muslimischen und afrikanischen Ländern. Teile der Partei befürworten hingegen die Einwanderung aus europäischen Ländern mit „christlich-abendländischer Tradition“, um die sogenannte „christliche Identität“ Italiens und Europas zu schützen.
Die Lega Nord setzt sich für die Bewahrung der regionalen (lombardischen, venetischen, piemontesischen usw.) Identitäten ein. Die Partei versucht auch bei den deutschsprachigen Südtirolern und anderen autochthonen Minderheiten Wähler zu gewinnen.
Eine multikulturelle Gesellschaft wird als „Bruch mit dem für den Menschen lebensnotwendigen Gleichgewicht“ ebenso abgelehnt wie der Bau von Moscheen in Italien. Letzteres wird mit z. T. umstrittenen Aktionen begleitet. So trieben Anhänger der Lega Nord eine Herde Schweine – im Islam als „unrein“ angesehene Tiere – auf ein noch unbebautes Grundstück im norditalienischen Lodi nahe Mailand, um den dort geplanten Bau einer Moschee zu verhindern.
Auch kämpft die Lega gegen die Einrichtung von islamischen Schulen in Italien, was besonders im Fall der ersten privaten und vom ägyptischen Konsulat unterstützten arabischen Schule in Mailand deutlich wurde: Die Schulleitung jener Schule hatte beschlossen, mit dem Unterricht zu beginnen, obwohl noch keine offizielle Genehmigung der lombardischen Schulbehörden vorlag. Die Lega Nord verlangte die sofortige Sperre der Schule und charakterisierte dabei allgemein islamische Schulen als „integrationshemmende Ghettos“.
Des Weiteren hat sich die Lega für eine Stärkung der italienischen Küstenwache eingesetzt, um die italienischen Küsten sowie die italienische Mittelmeerinsel Lampedusa vor Flüchtlingen aus Nordafrika abzuschirmen. Durch die Zusammenarbeit mit den libyschen Behörden und durch die Abwehr von Migranten-Booten auf hoher See hat die italienische Regierung die Zahl der Immigranten, die Italien erreichten, stark reduziert. Das mitunter harte Vorgehen wurde von der UNHCR und von Seiten der katholischen Kirche aufs schärfste kritisiert. 2011 forderten führende Politiker der Lega wie der stellvertretende Verkehrsminister Roberto Castelli oder der EU-Abgeordnete Francesco Speroni sogar den Einsatz militärischer Waffen gegen die – vornehmlich tunesischen – Flüchtlinge aus Nordafrika.
Dennoch ist die Provinz Treviso, traditionelle Hochburg der Partei, als positives Beispiel einer gelungenen Integration von Migranten angeführt worden. Sie erzielte im Integrationsbericht 2006 der Caritas/Migrantes den besten Wert.
Für Aufsehen sorgte auch die Wahl der Italo-Amerikanerin Sandy Cane zur Bürgermeisterin der Ortschaft Viggiù in der Provinz Varese. Sie wurde als erste Schwarze zur Bürgermeisterin einer italienischen Gemeinde gewählt und ist militantes Mitglied der Lega Nord.
Internationale Beobachter werfen der Partei hingegen Rassismus und Hetze gegen Einwanderer und den Islam vor.

#### Europapolitik
Obwohl die Lega Nord noch in ihrem Wahlprogramm zu den italienischen Parlamentswahlen 1994 die EU und den Vertrag von Maastricht grundsätzlich positiv bewertete, profiliert sie sich inzwischen als scharfe Kritikerin der Europäischen Union. So war sie die einzige Partei des Mitte-rechts-Bündnisses Casa delle Libertà, die zusammen mit der Partei der Kommunistischen Wiedergründung im italienischen Parlament gegen den europäischen Verfassungsvertrag stimmte.
Dabei sah sich die Lega in ihrem Selbstverständnis nicht als antieuropäisch. So verwendete die Lega in den 1990er Jahren den Wahlspruch Più lontani da Roma, più vicini all’Europa („Je weiter weg von Rom, desto näher an Europa“), um ihre positive Haltung gegenüber Europa und die ablehnende Haltung gegenüber dem italienischen Zentralismus zu verdeutlichen. Dabei wurden jedoch nur die Regionen Norditaliens als „europafähig“ bezeichnet, der Süden wurde vielmehr als Hindernis auf dem Weg zu Europa gesehen.
Die Kritik der Partei konzentriert sich hauptsächlich auf die Übertragung von Kompetenzen der Nationalstaaten auf die Europäische Union bzw. ihre Institutionen, was als Bedrohung der norditalienischen Autonomiebestrebungen angesehen wird. Sie kritisiert das heutige politische System der EU als „Errichtung eines europäischen Superstaats“ und setzt diesem die Idee eines „Europa der Regionen“ entgegen. Zudem lehnt die Lega Nord einen EU-Beitritt der Türkei ab.
Mit zunehmender Länge der Finanz- und Wirtschaftskrise wurde die Kritik an der Austeritätspolitik der Regierungen Monti, Letta, Renzi und Gentiloni, um die italienischen Staatsschulden gemäß den europäischen Regeln zu reduzieren, und einer EU, die zu einem Instrument der Gängelung der Mitgliedstaaten geworden sei, zu einem zentralen Themenfeld der Partei. Diese Entwicklung verstärkte sich unter dem Parteivorsitz von Matteo Salvini seit Dezember 2013, der eine Abschaffung des Vertrags von Maastricht, des Euro und des Schengener Abkommens forderte. Dazu strebt Salvini auch Kooperationen mit anderen rechtspopulistischen Parteien in Europa, etwa dem Front national, der Freiheitlichen Partei Österreichs oder der Alternative für Deutschland an.

#### Außenpolitik

##### Unterstützung für Putin

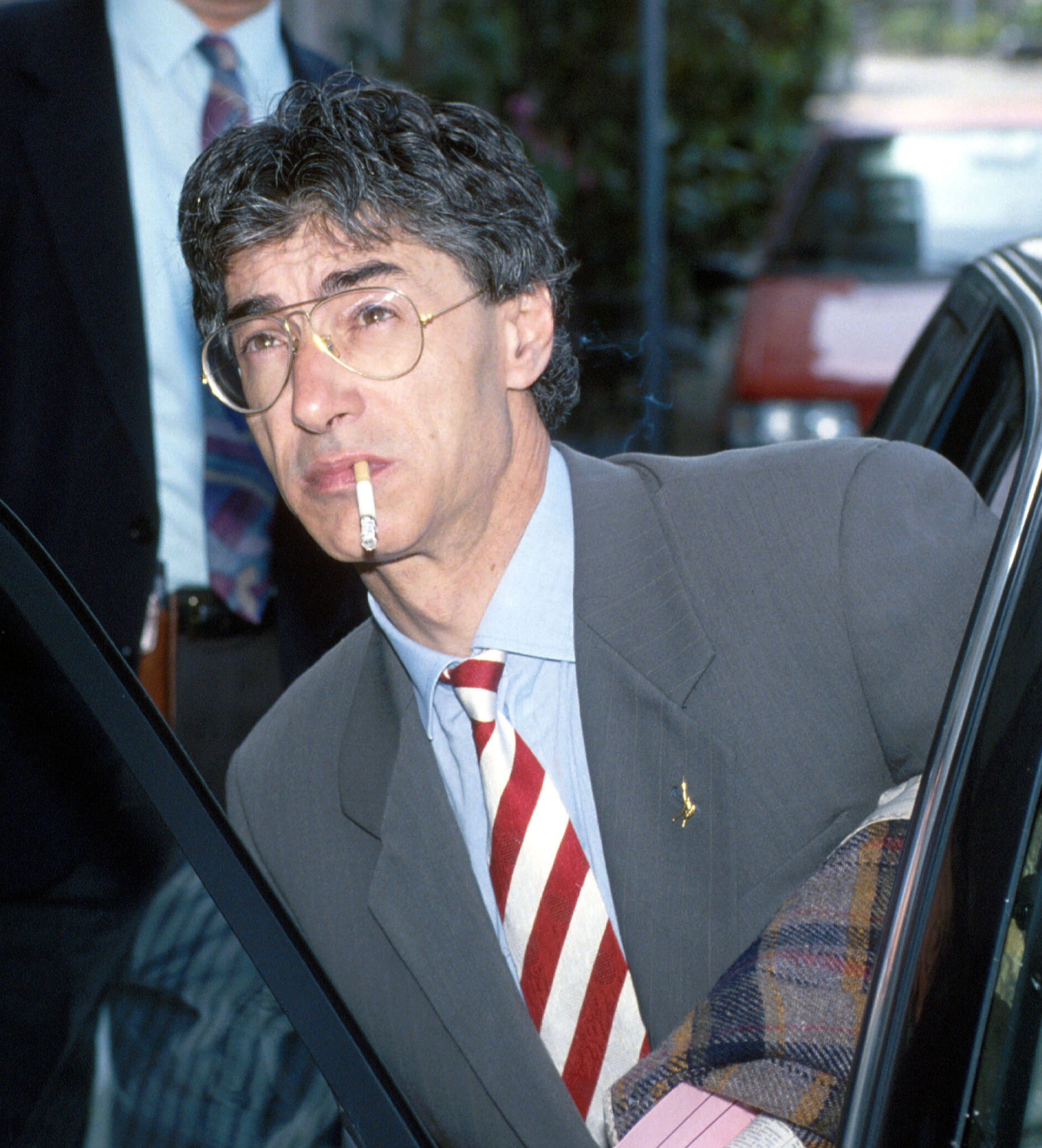
Umberto Bossi, der sich im Rahmen des Kosovokriegs mit Slobodan Milošević traf

Außenpolitisch vertritt die Lega Nord seit Beginn des russischen Kriegs in der Ukraine 2014 eine pro-russische Haltung. Die Partei fordert Solidarität mit Moskau und eine Aufhebung der Sanktionen, die wegen der russischen Annexion der Krim verhängt wurden. Die Lega Nord gehört zu den rechten Parteien, die der Einladung Russlands folgten, auf der okkupierten Krim als Wahlbeobachter zu agieren. Ein wichtiger Schritt bei der pro-russischen Ausrichtung der Partei war eine Großdemonstration gegen Ausländer, die von der Lega Nord, CasaPound Italia und anderen neo-faschistischen Gruppen im Oktober 2014 in Mailand organisiert wurde. Die Demonstranten hielten Plakate und Bilder des russischen Präsidenten Putin hoch und schwenkten Fahnen der selbsternannten „Volksrepublik Donezk“. Der Parteivorsitzende Matteo Salvini posierte in T-Shirts mit dem Antlitz Putins. Im Anschluss an die Demonstration reisten Salvini und andere Mitglieder nach Moskau und später wieder auf die besetzte Krim, um sich mit Putin und Alexei Puschkow zu treffen und einen Vertrag auf der Grundlage gemeinsamer Werte zu schließen. Die Lega Nord unterstützt die Associazione Culturale Lombardia Russia, eine Organisation in Norditalien, die ideologisch einen Neo-Eurasismus nach Alexander Dugin vertritt und von Dugins Kollegen Alexej Komow geleitet wird.
Im März 2017 unterzeichneten die Lega Nord und Putins Partei Einiges Russland ein Assoziierungsabkommen für fünf Jahre. Salvini erklärte, dass seine Partei daran arbeite, dass die italienischen Parlamentswahlen genauso offen sein würden wie in Russland. Das Abkommen sieht Konsultationen und Informationsaustausch etwa über „aktuelle Fragen“ vor, man will einander mit Delegationen besuchen und Seminare ausrichten, im Europarat und der OSZE zusammenarbeiten und wirtschaftliche Kontakte stärken. Medienberichte über eine Finanzierung aus Russland dementierte der Lega-Chef Salvini. Er halte Putin für einen „großartigen Politiker“ und das tue er „gratis“.
Nach dem Überfall auf die Ukraine 2022 erklärte Salvini das Kooperationsabkommen für „gegenstandslos“, er verteidigte seine frühere Positionierung damit, dass Moskau für alle Regierungen Italiens ein „wichtiger Ansprechpartner “gewesen sei. Innerhalb der Koalition Melonis aus Forza Italia, Lega und Fratelli d’Italia steht er mit der Lega den militärischenHilfen für Kiew am skeptischsten gegenüber, während die Forza sie am stärksten befürwortet.

##### USA
Die Lega Nord vertritt eine kritische bis feindselige Position gegenüber den Vereinigten Staaten. In der Zeitung der Lega Nord erscheinen antiamerikanistische Leitartikel etwa vom neurechten Vordenker Alain de Benoist. Im Kontext des Kosovokrieges ergriff die Lega Nord Partei für die serbische Führung unter Slobodan Milošević und verurteilte die NATO-Intervention, was in einem persönlichen Treffen von Umberto Bossi und Milošević gipfelte.

#### Verteidigungspolitik
Verteidigungspolitisch fordert die Lega, dass Rekruten ihren (freiwilligen) Wehrdienst in ihrer Heimatregion ableisten können, sowie die Umwandlung der italienischen Streitkräfte in „Regionale Garden“, die im Verteidigungsfall ihre Landeskenntnis zur Führung eines Guerillakrieges einsetzen sollen.
In dem Programmpapier des Lega-Kongresses von 1994 in Bologna wird die NATO-Mitgliedschaft Italiens bis zur Schaffung eines „europäischen Verteidigungsbündnisses“ als notwendig erachtet. Zudem werden militärische Interventionen nur unter einem humanitären Charakter gutgeheißen.

#### Agrarpolitik
Agrarpolitisch vertritt die Lega viele italienische Bauern, die mit der europäischen Subventions- und Förderungspolitik im Rahmen der Gemeinsamen Agrarpolitik unzufrieden sind.
In dem Grundsatzprogramm der „Lega Autonomista Lombarda“ (seit 1986 Lega Lombarda) von 1983 wird die Landwirtschaft als „wertvolle Sammlung kultureller, humaner und landschaftlicher Werte“ bezeichnet.
Zudem setzt sich die Lega für den Schutz traditioneller Lebensmittel ein und lehnt den Anbau gentechnisch veränderter Pflanzen ab.

#### Umweltpolitik
Umweltpolitisch fährt die Lega Nord einen ökologischeren Kurs als alle anderen Parteien des Casa delle Libertà, was bei Regierungsbeteiligungen der Lega in kommunalen und regionalen Regierungen deutlich wird, in denen sie sich oft für die Errichtung von öffentlichen Grünanlagen, die Deklaration von Naturschutzgebieten, Recycling und Mülltrennung sowie für die strikte Einhaltung von Bauvorschriften in ländlichen Gebieten einsetzt. Dabei ist anzumerken, dass die ersten Europaparlamentarier der Lega ab 1989 der Regenbogenfraktion angehörten, die zuvor noch die politische Heimat der europäischen Grünen war.

## Geschichte

### Vorläufer und Gründung
Die älteste Vorläuferin der Lega Nord war die in Venetien ansässige Autonomiebewegung Liga Veneta, die 1979/1980 gegründet wurde. Sie entsandte nach den Parlamentswahlen 1983 erstmals einen Vertreter in das italienische Abgeordnetenhaus (Achille Tramarin) und einen in den Senat (Graziano Girardi). In der Lombardei gründete sich 1984 die Lega Autonomista Lombarda. Sie erregte 1987 mediale Aufmerksamkeit, als ihr damaliger Vorsitzender Umberto Bossi in den italienischen Senat gewählt wurde. Aufgrund dieser Position erhielt er den Beinamen Senatur, die lombardische Bezeichnung für „Senator“, den er auch nach seinem Ausscheiden aus dem Senat behielt. Zur Europawahl 1989 stellten Lega Lombarda und Liga Veneta mit weiteren norditalienischen Autonomiebewegungen (Piemont Autonomista, Uniun Ligure, Lega Emiliano-Romagnola, Alleanza Toscana) eine gemeinsame Liste mit der Bezeichnung Lega Lombarda – Alleanza Nord auf. Diese erhielt landesweit 1,8 Prozent der Stimmen und zwei der 81 italienischen Sitze im EU-Parlament.
Anfang 1991 verbanden sich die genannten, zuvor nur locker assoziierten Parteien, zur föderal organisierten Partei Lega Nord. Umberto Bossi wurde deren erster „Bundessekretär“ (segretario federale) und blieb dies über zwei Jahrzehnte – bis 2012. Die jeweiligen Parteien bestanden als „nationale Sektionen“ innerhalb der Lega Nord fort, was sich in den Listennamen der kommenden Regionalwahlen widerspiegelte, in denen die Partei als Lega Lombarda-Lega Nord, Liga Veneta-Lega Nord etc. antrat. Bereits bei der Regionalwahl 1990 war sie in der Lombardei mit 18,9 % zweitstärkste Kraft. Anfang der 1990er Jahre wurde die Lega Nord während des Untergangs des Parteiensystems der „ersten Republik“ infolge der Mani-pulite-Ermittlungen in Norditalien zur Massenpartei.

### Etablierung als feste politische Kraft, erste Regierungsbeteiligung
Bei den italienischen Parlamentswahlen 1992 trat die Lega Nord als unabhängige Kraft an und gewann landesweit 8,7 % der Stimmen. Dabei erhielt sie in der Lombardei 24 Prozent, in Latium und allen südlichen Regionen weniger als ein Prozent. Sie zog mit 55 Vertretern in die Abgeordnetenkammer und 25 in den Senat ein und konnte in beiden Kammern eine eigene Fraktion bilden.
Nach der Wahlrechtsreform von 1993 wurden drei Viertel der Parlamentssitze als Direktmandate in Einerwahlkreisen nach dem Mehrheitswahlrecht vergeben. Um ihre Chancen in diesem System zu verbessern, kandidierte die Lega Nord bei den vorgezogenen Neuwahlen im März 1994 zusammen mit der neugegründeten liberal-konservativen Forza Italia des Unternehmers Silvio Berlusconi sowie dem Centro Cristiano Democratico (einer der Nachfolgeparteien der zerfallenen Democrazia Cristiana) im Bündnis Polo delle Libertà. Diese Listenverbindung bestand nur in den Regionen Norditaliens (bis einschließlich Toskana), während sich Forza Italia in Mittel- und Süditalien mit der postfaschistischen, nationalkonservativen Alleanza Nazionale unter Gianfranco Fini zum Polo del Buon Governo zusammenschloss.
Nach dem Wahlsieg der Mitte-rechts-Bündnisse Polo delle Libertà bzw. Polo del Buon Governo trat die Lega Nord in die erste Regierung von Silvio Berlusconi ein, in der die Lega fünf Ressorts kontrollierte:
- das Innenministerium mit Roberto Maroni,
- das Wirtschafts- und Budgetministerium (nicht das Finanzministerium) mit Giancarlo Pagliarini,
- das Ministerium für Industrie, Handel und Handwerk mit Vito Gnutti,
- das Ministerium für die Koordination der Europapolitik mit Domenico Comino
- und das Ministerium für institutionelle Reformen unter Francesco Speroni.

Ende des Jahres entzog Bossi jedoch Berlusconi – Bossi bezeichnete ihn als Berluscaz, eine Zusammensetzung mit cazzo („Schwanz“), bzw. als „Berluskaiser“ – das Vertrauen und es kam zum Sturz der Regierung.
Ein wichtiger Grund für diesen Schritt war die Tatsache, dass die Lega ihren Stammwählern nicht vermitteln konnte, trotz ihres Eintretens für die Sezession und ihre damit verbundene Kritik am italienischen Zentralstaat in Rom an der Regierung beteiligt zu sein.
In der Zeit zwischen dem Fall der Regierung Berlusconi und den Neuwahlen im April 1996 unterstützte die Lega Nord die „technische“ Regierung von Lamberto Dini, die maßgeblich von Mitte-links-Parteien unterstützt wurde.
Nachdem die Lega sich vom Berlusconi-Bündnis gelöst hatte, versuchte die italienische Linke die Partei längerfristig an sich zu binden. Beim Parteitag der Lega im Februar 1995 sagte der damalige Parteisekretär der PDS (später Linksdemokraten) Massimo D’Alema: „Die Lega Nord ist eine demokratische Volksbewegung, die größte Arbeiterpartei des Nordens, eine Rippe der Linken (costola della Sinistra).“
Bei den Wahlen 1996 stellte sich die Lega aber ins politische Zentrum in der Hoffnung, das Zünglein an der Waage zu werden. Das Mitte-links-Bündnis L’Ulivo bekam ca. 42 % der Stimmen und Berlusconis neues Mitte-rechts-Bündnis Polo per le Libertà (ohne die Lega) nahezu den gleichen Prozentsatz. Für die Lega Nord stimmten landesweit 10,1 % (im Veneto 29 %, in der Lombardei 25,5 %), das beste Wahlergebnis ihrer Geschichte – obwohl sie in den Regionen südlich von Umbrien und Marken gar nicht antrat. Jedoch fiel durch das stark vom Mehrheitswahlrecht geprägte Wahlsystem die Mehrheit der Parlamentssitze an das Mitte-links-Lager.

### Die unabhängigen Jahre 1996–2001
In den Jahren nach dem Wahlsieg von Mitte-links (1996–2000) verstärkte Bossi in der Opposition seine separatistischen Bestrebungen, die auf die Gründung eines unabhängigen oberitalienischen Staates mit dem Namen Padanien und der Hauptstadt Mantua abzielten. Dazu zählte die Einsetzung eines Parlaments von Padanien (1997) und die Ausarbeitung einer padanischen Ideologie, die sich am antiken Keltentum inspiriert. Veranstaltet wurden auch patriotische kultische Festivitäten um den Fluss Po, mit dessen Wasser Bossi jedes Jahr an der Quelle eine Phiole füllte und danach in Venedig ins Meer schüttete, als Symbol der „Reinheit“ des Nordens. Weitere Schwerpunkte des Parteiprogramms waren auch die Ablehnung von Einwanderern und Kritik an der Europäischen Union.

### Rückkehr nach Mitte-rechts und zweite Regierungsbeteiligung
Im Jahr 2000 erfolgte die Rückkehr der Lega Nord in Berlusconis neu gegründetes Mitte-rechts-Bündnis mit dem neuen Namen Casa delle Libertà. Bei den italienischen Parlamentswahlen 2001 verzeichnete die Lega Nord erdrutschartige Verluste und kam nur noch auf 3,9 % der Stimmen – selbst in ihren Hochburgen Lombardei und Venetien war sie nur knapp zweistellig. Insgesamt gewann das Berlusconi-Bündnis aber die Wahl und Bossi trat als Minister für institutionelle Reformen und Devolution ins Kabinett ein. Weitere Minister der Lega Nord in der zweiten Regierung Berlusconi waren Roberto Castelli, der das Justizministerium führte, und Roberto Maroni, der das Arbeits- und Sozialministerium übernahm.
Die Lega Nord war in der zweiten Regierung Berlusconi 2001–2006 ein wesentlicher Stabilitätsfaktor und einer von Berlusconis loyalsten Koalitionspartnern. Innerhalb dieser Wahlperiode hatte die Lega 30 der 630 Sitze des italienischen Abgeordnetenhauses inne und stellte 17 von 325 Senatoren im italienischen Senat.
In den folgenden Jahren und auch aufgrund ihrer Regierungsbeteiligung konzentrierte sich die Lega Nord verstärkt auf die Verlagerung von Kompetenzen des italienischen Zentralstaats auf die Regionen (Devolution) und auf größere fiskalische Autonomie statt auf die Unabhängigkeit eines norditalienischen Staates „Padanien“. Das nunmehrige Hauptziel der Lega, den gesamten italienischen Staat als Ganzen zu föderalisieren, machte dabei einen großen Unterschied zu anderen europäischen Autonomiebewegungen aus, die ausschließlich für jene Regionen, in denen sie aktiv sind, Autonomierechte beanspruchen.
Am 11. März 2004 erlitt Bossi einen Herzinfarkt und einen Hirnschlag. Nach langer Genesung verließ er am 19. Juli 2004 angeblich allein aus Gesundheitsgründen die bereits krisengeschüttelte Regierung von Silvio Berlusconi, um als Abgeordneter ins Europaparlament zu gehen. Sein Ministeramt wurde von Roberto Calderoli übernommen.

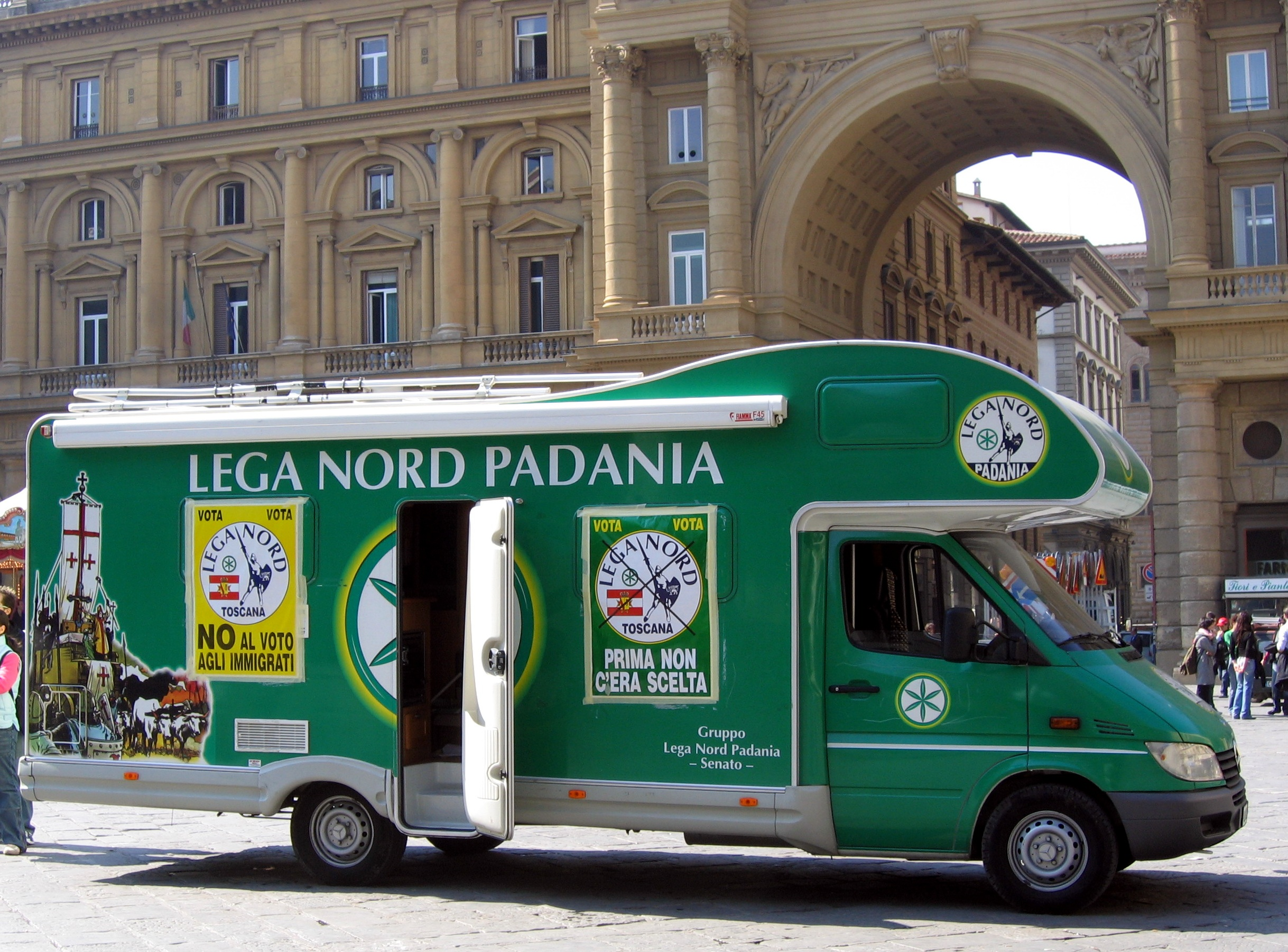
Werbewagen für die Lega Nord zu den Regionalwahlen in der Toskana am 3. April 2005 auf der Piazza della Repubblica in Florenz

### Parlamentswahl 2006 und Verfassungsreferendum
Im November 2005 wurde eine vom Casa delle Libertà initiierte Verfassungsreform unter heftigen Protesten der linken Opposition vom italienischen Senat angenommen, nachdem sie bereits einen Monat zuvor das italienische Abgeordnetenhaus passiert hatte. Sie sah im Kern eine Stärkung des Ministerpräsidenten, der das Recht bekommen sollte, Minister aus seinem Kabinett zu entlassen, gegenüber dem Staatspräsidenten, stärkere politische und fiskalische Autonomie für die italienischen Regionen sowie den Umbau des italienischen Senats in eine Länderkammer vor. Besonders die Stärkung der Regionen gegenüber dem italienischen Zentralstaat, der nach der Reform Befugnisse in der Bildungspolitik, im Gesundheitswesen und in der Polizeiverwaltung an die Regionen abgeben sollte, war ein wichtiges Anliegen der Lega Nord.
Da die Verfassungsreform vom Casa delle Libertà nicht in jeweils beiden Parlamentskammern mit einer Zweidrittelmehrheit verabschiedet wurde, verblieb der linken Opposition die Möglichkeit, die Reform via Referendum zu stoppen, wovon sie auch Gebrauch machte. Das Referendum wurde für den 26. Juni 2006 angesetzt.
Im Februar 2006 erklärte die Lega Nord, in Sondierungsgesprächen ein Abkommen mit der neugegründeten sizilianischen Autonomiebewegung Movimento per le Autonomie des Europaparlamentariers und Präsidenten der Provinz Catania Raffaele Lombardo über einen gemeinsamen Wahlantritt für die italienische Parlamentswahl 2006 erreicht zu haben.
Bei der Parlamentswahl 2006 erreichte die Listenvereinigung Lega Nord-MPA schließlich einen Anteil von 4,6 % der Stimmen, was einen Gewinn von 0,7 Prozentpunkten im Vergleich zur Parlamentswahl 2001 darstellte. Außer in Lombardos Heimatregion Sizilien (4,4 %) blieb sie in Süd- und Mittelitalien bedeutungslos. Zudem konnte die Lega Nord durch die Wahlniederlage des Casa delle Libertà in beiden Parlamentskammern jeweils vier Abgeordnete bzw. Senatoren weniger entsenden, da das kurz vor der Parlamentswahl durch die Regierung Berlusconi neu eingeführte Wahlrecht Mehrheitsboni (für den italienischen Senat nur auf regionaler Ebene) für den Wahlsieger vorsah und somit die Anzahl der Sitze der Parteien des unterlegenen Parteienbündnisses in keinem Verhältnis mehr zum erreichten prozentualen Ergebnis stand.
Nach der Wahlniederlage konzentrierte sich die Lega auf das Referendum zur Verfassungsreform am 26. Juni und propagierte ein „Ja“ der Bevölkerung.
Dabei erregte die Aussage Umberto Bossis während eines Interviews Aufsehen, in dem er sagte, dass wenn die Verfassungsreform im Referendum abgelehnt würde, es Leute geben würde, die mit „undemokratischen Methoden“ Autonomie für Norditalien zu erreichen suchten. Obwohl Bossi nie sagte, dass seine eigene Partei „undemokratische Methoden“ verfolgen würde, verursachte seine Äußerung eine weitreichende Kontroverse in Italien und zog scharfe Kritik des linken Parteienbündnisses L’Unione und selbst von Teilen des Casa delle Libertà auf sich.
Nachdem die Verfassungsreform im Referendum mit 61,7 % zu 38,3 % abgelehnt worden war, hielt Bossi mehrere Monate nach der Niederlage der norditalienischen Autonomiebestrebungen eine Rede vor der Unabhängigkeitsfraktion der Lega Nord, die von Mario Borghezio repräsentiert wird, in der er erklärte, dass die Lega ihre Ziele durch legale institutionelle Reformen erreichen werde. Zwei Tage später erklärte Roberto Castelli, ehemaliger Justizminister und jetziger Fraktionsvorsitzender der Lega Nord im italienischen Senat, die „Sezession für tot“, womit er sich auf erfolgversprechende Sezessionsbestrebungen „in der Gegenwart“ bezog. Ein unabhängiger Staat Padanien blieb jedoch ein langfristiges Ziel der Lega Nord.

### Parlamentswahl 2008, dritte Regierungsbeteiligung

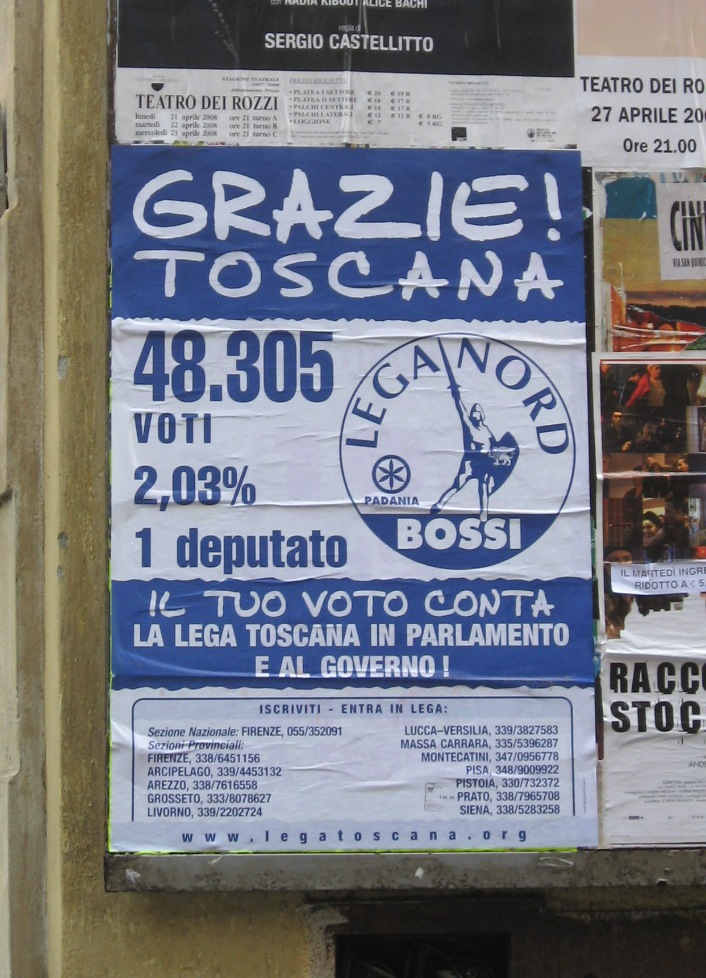
2008 Wahlplakat der Lega Nord Toskana

Nachdem das ehemalige Mitte-rechts-Bündnis Casa delle Libertà Mitte November 2007 definitiv auseinanderbrach, entschied die Lega Nord, dem von Silvio Berlusconi neu gegründeten Popolo della Libertà nicht beizutreten. Stattdessen hielt sie an ihrer Identität und ihrer Eigenständigkeit als Partei fest. Bei den Parlamentswahlen 2008 trat sie mit einer eigenen Liste an und ging mit dem Popolo della Libertà eine Listenverbindung ein. Sie erhielt bei der Wahl zum Abgeordnetenhaus einen Stimmenanteil von 8,3 % und bei der Wahl zum Senat 8,1 %, was einer überaus deutlichen Steigerung gegenüber dem Wahlergebnis bei der Parlamentswahl 2006 entspricht. Damit erreichte die Lega Nord beinahe ihre Spitzenwerte von 1992, 1994 und 1996. In Venetien erhielt sie den höchsten Stimmenanteil mit 26,05 % und lag nur knapp hinter Popolo della Libertà und Partito Democratico, in der Lombardei kam sie auf 20,72 % (Daten beziehen sich auf den Senat). Zudem konnte sie auch in den mittelitalienischen Regionen Toskana, Umbrien und Marken deutlich an Stimmen zulegen. Mit 60 Abgeordneten und 25 Senatoren bildet die Lega Nord in der 16. Legislaturperiode die drittgrößte Parlamentsfraktion.
Im Kabinett Berlusconi IV war sie mit 4 Ministern (Innen-, Agrar-, Reform- und Gesetzesvereinfachungsministerium) und 5 Staatssekretären vertreten. Umberto Bossi war Reformminister, sein „rechter Arm“ Roberto Maroni bekleidete das Amt des Innenministers, Luca Zaia das des Agrarministers, ehe er zum Präsidenten der Region Venetien gewählt wurde, während Roberto Calderoli das Amt des Ministers für Gesetzesvereinfachung innehatte.

### Regierungskrise 2011, Finanzskandal und Abgang Bossis

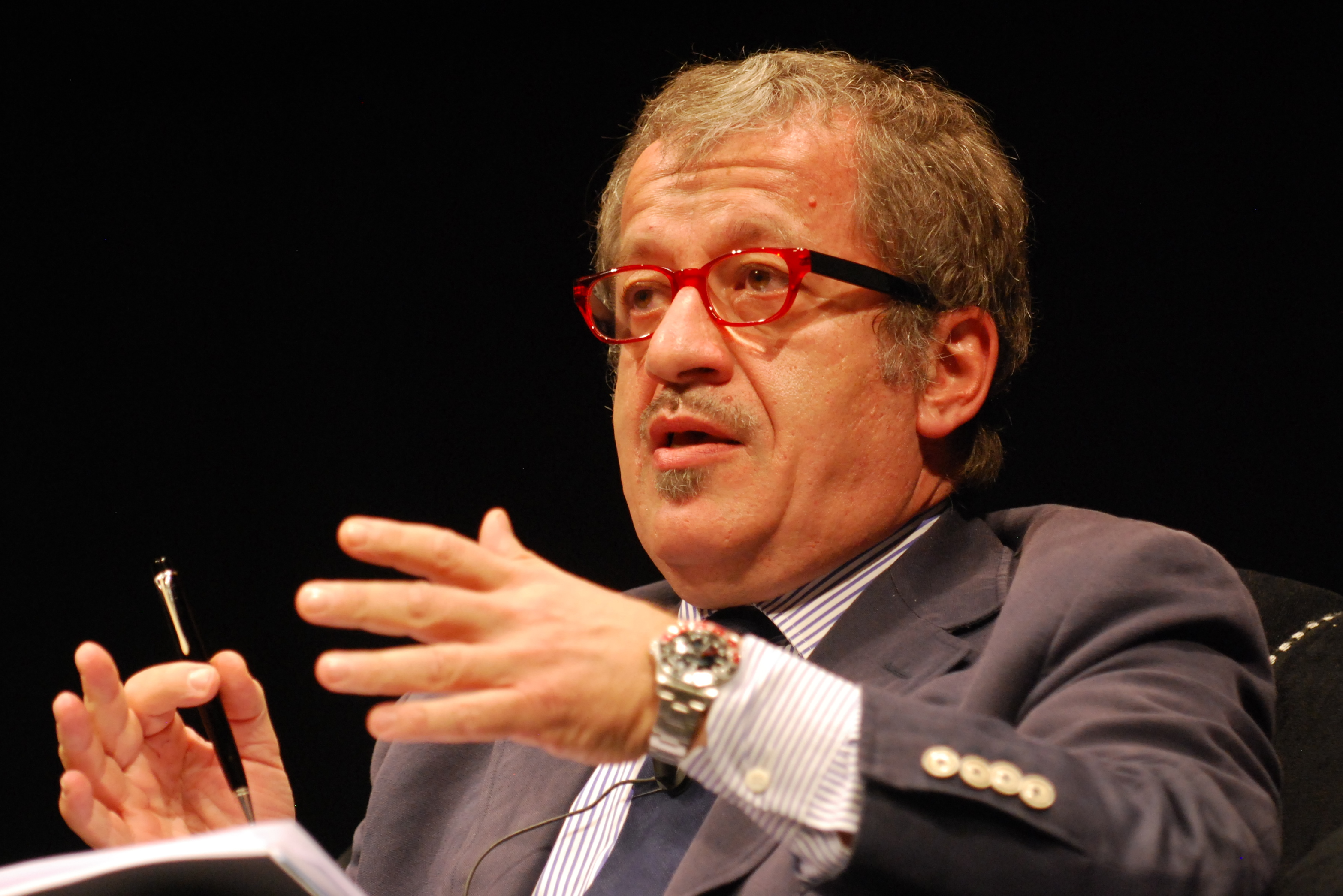
Roberto Maroni (2011)

Im Kontext der Feiern zum 150-jährigen Jubiläum der nationalen Einheit versprach die Partei erst, die Feierlichkeiten nicht zu stören, nachdem ihr ein eigener Feiertag für ihre Stammwählerregion Norditalien zugesprochen worden war. Tatsächlich nahm die Parteiführung dann jedoch an den Feierlichkeiten der beiden Kammern am Nachmittag des 17. März 2011 teil.
Nach dem Rücktritt Berlusconis am 12. November 2011 wurde eine Technikerregierung unter der Führung des ehemaligen EU-Kommissars Mario Monti gebildet. Das Kabinett Monti wurde von der Lega Nord nicht unterstützt, womit die Lega zusammen mit der Italia dei Valori die einzige Oppositionspartei im italienischen Parlament war.
Im April 2012 wurde die Partei von einem Finanzskandal erschüttert. Die Staatsanwaltschaft nahm gegen den langjährigen Schatzmeister der Partei, Francesco Belsito, Ermittlungen wegen Veruntreuung, Betrugs und illegaler Parteienfinanzierung auf. Die Bilanzbücher der Lega Nord sollen demnach „massiv gefälscht“ worden sein, darüber hinaus sollen die Söhne von Parteichef Bossi, Riccardo und Renzo, rund 250.000 Euro, Bossis enge vertraute Rosi Mauro 300.000 Euro erhalten haben. Bossi zog die Konsequenzen aus dem Skandal, der ihn und seine Familie schwer belastete, und trat am 5. April 2012 vom Amt des Parteivorsitzenden zurück.
Am 1. Juli 2012 wurde der ehemalige italienische Innenminister Roberto Maroni zum neuen Parteivorsitzenden gewählt, der anschließend eine Neuausrichtung der Partei versuchte.

### Entwicklungen seit 2013
Bei den Parlamentswahlen am 24. und 25. Februar 2013 halbierte sich der Stimmenanteil der Lega Nord gegenüber 2008; sie kam lediglich auf 4,3 %. Bei den gleichzeitig stattfindenden Regionalwahlen in der Lombardei, Italiens bevölkerungsreichster Region, konnte sie aber mit Roberto Maroni erstmals seit Mitte der 1990er Jahre wieder den Regionalpräsidenten stellen. Nachdem dieser das Amt des Bundessekretärs der Lega niederlegte, hielt die Partei im Dezember 2013 erstmals eine Urwahl ab, an der sich rund 10.000 Parteimitglieder beteiligten. Davon stimmten 81,7 Prozent für den 40-jährigen Europaparlamentarier Matteo Salvini, der sich gegen den langjährigen Lega-Führer Umberto Bossi durchsetzte.
Unter Salvini erfolgte eine Neuausrichtung der Lega, die seither weniger als separatistische Partei des Nordens und mehr als gesamtitalienische Rechtspartei auftritt, um so das Vakuum zu füllen, das der ehemalige Premier Silvio Berlusconis Popolo della Libertà bzw. Forza Italia sowie die Alleanza Nazionale von Gianfranco Fini im rechten politischen Spektrum hinterlassen hatten. Mit dem Niedergang von Berlusconis Partei, die sich über die Frage der Unterstützung der Regierung von Enrico Letta spaltete, erfüllte sich diese Hoffnung. Hauptsächliche Feindbilder sind dabei die Einwanderung, vor allem von Bootsflüchtlingen aus Afrika, die angebliche „Islamisierung“ und die EU sowie die Austeritätspolitik der italienischen Regierung. Der Begriff „Padanien“ wurde aus dem Parteilogo entfernt und im politischen Diskurs nur noch selten verwendet, die Partei sprach von sich selbst meist nur noch als „La Lega“. Intensiviert wurde die Zusammenarbeit mit anderen europäischen Rechtsparteien wie dem Front National, der FPÖ, den Schwedendemokraten und der niederländischen Partij voor de Vrijheid, mit denen die Lega nach der Europawahl 2014 die Bewegung für ein Europa der Nationen und der Freiheit (MENL) bildete. Als „Schwesterpartei“ der Lega für den Süden Italiens wurde Ende 2014 Noi con Salvini gegründet, deren Parteivorsitzender ebenfalls Salvini war, die aber nur in Sizilien 2017 einen Sitz im Regionalrat errang.
Im November 2014 erzielte das von der Lega angeführte Rechtsbündnis mit 29,9 % der Stimmen einen Achtungserfolg in der traditionell linken Region Emilia-Romagna, bei den Regionalwahlen im Mai 2015 wurde Luca Zaia für die Lega mit absoluter Mehrheit als Präsident der Region Veneto wiedergewählt. Zudem konnte die Lega Nord ihre Wirkung nach Mittelitalien ausdehnen: in Umbrien und Marken erhielt sie jeweils über 13 Prozent. Bei einer neuerlichen Urwahl im Mai 2017 wurde Salvini mit 82,7 % als Bundessekretär bestätigt. Dieser setzte anschließend die Umgestaltung der Lega zu einer landesweiten, radikal rechtspopulistischen Partei fort. Im Dezember 2017 gründete er die Lega per Salvini Premier als formal von der Lega Nord getrennte Partei, die zunächst (wie zuvor Noi con Salvini) als „Parallelpartei“ in Mittel- und Süditalien agierte. Diese organisatorische Neugründung erfolgte auch vor dem Hintergrund einer Rückforderung staatlicher Parteienfinanzierung, in Höhe von 48 Millionen Euro, welche die Lega Nord in den Jahren 2008 bis 2010 zu Unrecht erhalten hatte und die ein Gericht in Genua im September 2017 beschlagnahmte.
Im Vorfeld der Parlamentswahlen am 4. März 2018 schloss die Lega ein Wahlbündnis mit Forza Italia und der nationalkonservativen Fratelli d’Italia nach dem Vorbild früherer Bündnisses bei vorangegangenen Wahlen, wobei vereinbart war, dass die stärkste Partei innerhalb des Lagers den Ministerpräsidenten stellen würde. Nachdem die Umfragen monatelang ein Comeback von Berlusconis Forza Italia als stärkste Partei des rechten Lagers vorhergesagt hatten, erreichte schließlich die Lega 17,4 % der Stimmen für das Abgeordnetenhaus und 17,6 % für den Senat, womit sie die FI deutlich übertraf und ihr bestes Ergebnis seit ihrer Gründung einfuhr. Daraufhin bildete die Lega eine Koalition mit dem Movimento 5 Stelle (Fünf Sterne), in der Salvini Innenminister und der von den Fünf Sternen unterstützte Giuseppe Conte Premierminister wurde.
Während einer Moskau-Reise Salvinis im Oktober 2018 traf sich sein mitgereister Pressesprecher Gianluca Savoini mit drei russischen Vertrauten von Präsident Wladimir Putin sowie mit weiteren Italienern, um illegale Parteispenden des russischen Staates an die Lega in Höhe von 65 Millionen US-Dollar auszuhandeln. Die Affäre kam im Juli 2019 durch heimlich erstellte Gesprächsaufnahmen an die Öffentlichkeit und führte zu Ermittlungen bei der italienischen Staatsanwaltschaft. Der Koalitionspartner Fünf Sterne und die Opposition forderten einen Untersuchungsausschuss des Parlaments. Bereits im Februar 2019 hatte die italienische Zeitschrift L’Espresso über einen anderen Versuch der Lega, illegale Gelder in Höhe von 3 Millionen US-Dollar von Russland zu erhalten, berichtet.
Eine weitere Spendenaffäre führte im August 2019 zu einer Verurteilung der Partei vor dem Obersten Italienischen Gericht zur Rückzahlung illegal erhaltener öffentlicher Parteienförderung in Höhe von 50 Millionen Euro. Ferner wurden einige Parteigrößen zu Haftstrafen verurteilt.
Am 8. August 2019 beendete die Lega die Regierungskoalition mit den Fünf Sternen.
Im November 2019 entstand die Sardinen-Bewegung, als Protestbewegung gegen zunehmend rechtspopulistische Tendenzen in Italien. Insbesondere bei Auftritten Matteo Salvinis für die Lega-Partei ist sie seitdem in großen Zahlen als Gegendemonstration anwesend.
Ende Januar 2020 legte Salvini das Amt des Bundessekretärs der Lega Nord nieder und wurde zeitgleich Bundessekretär der Lega per Salvini Premier. Die einstigen „nationalen“ Sektionen der Lega Nord – Lega Lombarda, Liga Veneta usw. – wurden Regionalverbände der Lega per Salvini Premier. Auch wenn die Lega Nord vereinsrechtlich nicht aufgelöst ist, tritt sie seither nicht mehr als politische Kraft in Erscheinung.

### Europawahlen
1989 trat die Lega Nord, damals noch Lega Lombarda – Alleanza per il Nord, zum ersten Mal zu den Europawahlen an. Sie konnte zwar nur 1,8 % der Stimmen auf sich vereinen, das ermöglicht ihr trotzdem zwei Sitze in Straßburg zu erlangen. Umberto Bossi wurde so ins Europaparlament gewählt und behielt seinen Sitz dort bis hin zum April 2008, als er die Wahl zum Abgeordneten im italienischen Parlament annahm. In der Legislaturperiode 1989–1994 gehörte die Lega der Regenbogenfraktion im Europaparlament an zur damaligen Zeit das Sammelbecken für regionalistische Parteien. 1991 trat sie der regionalistischen europäischen Parteienvereinigung Europäische Freie Allianz bei.
Nach den Wahlen von 1994 trat die Lega Nord der Fraktion der Liberalen und Demokratischen Partei Europas (ELDR) bei. Sie wurde von der EFA suspendiert. 1997 traten die meisten Lega-Mitglieder wieder aus der ELDR-Fraktion aus, nur Raimondo Fassa verblieb bis 1999 in der ELDR.
Von 1999 bis 2001 war die Lega Teil der Technischen Fraktion der Unabhängigen Abgeordneten. Nach deren Auflösung wegen „fehlender politischer Zugehörigkeit“ blieben die Abgeordneten der Partei fraktionslos.
2004 trat sie der europakritischen Gruppierung Unabhängigkeit und Demokratie bei, aus der sie jedoch nach der Kontroverse um die vom italienischen Minister und Lega-Politiker Roberto Calderoli ausgegebenen T-Shirts mit den aufgedruckten Mohammed-Karikaturen ausgeschlossen wurde. Danach war sie Mitglied der nationalkonservativen und europaskeptischen Fraktion Union für ein Europa der Nationen.
Bei der Europawahl 2009 konnte die Partei mit 10,2 % der Stimmen ihr bestes Ergebnis bei europäischen Wahlen erreichen und 9 Abgeordnete nach Straßburg entsenden, die der Fraktion Europa der Freiheit und der Demokratie angehörten. Diese umfasste vor allem rechtskonservative und europaskeptische Parteien, neben der Lega etwa die UK Independence Party. 2011 beteiligte sich die Lega Nord an der Gründung der europäischen politischen Partei Bewegung für ein Europa der Freiheit und der Demokratie (MELD).
Ende 2013 stellte die Lega Nord die Mitarbeit in der MELD ein und schloss ein Bündnis mit dem französischen Front National, der österreichischen FPÖ und der niederländischen PVV zur anstehenden Europawahl 2014. Die Lega Nord erreichte 6,15 % und 5 Sitze. Die angestrebte Fraktion des Bündnisses kam jedoch nicht zustande. Ein Teil der Parteien gründeten jedoch in der Folge die europäische politische Partei Bewegung für ein Europa der Nationen und der Freiheit (MENL). Im Europaparlament gehören die Abgeordneten seit Juni 2015 der Fraktion Europa der Nationen und der Freiheit an.

## Wahlergebnisse

### Parlamentswahlen
| Wahl                  | Wahl               | Stimmen                         | %                               | Sitze     |
| --------------------- | ------------------ | ------------------------------- | ------------------------------- | --------- |
| Parlamentswahlen 1992 | Abgeordnetenkammer | 3.395.384                       | 8,7                             | 55 / 630  |
| Parlamentswahlen 1992 | Senat              | 2.732.461                       | 8,2                             | 25 / 315  |
| Parlamentswahlen 1994 | Abgeordnetenkammer | 3.235.248                       | 8,4                             | 117 / 630 |
| Parlamentswahlen 1994 | Senat              | zusammen mit Polo delle Libertà | zusammen mit Polo delle Libertà | 60 / 315  |
| Parlamentswahlen 1996 | Abgeordnetenkammer | 3.776.354                       | 10,1                            | 59 / 630  |
| Parlamentswahlen 1996 | Senat              | 3.394.733                       | 10,4                            | 27 / 315  |
| Parlamentswahlen 2001 | Abgeordnetenkammer | 1.464.301                       | 3,9                             | 30 / 630  |
| Parlamentswahlen 2001 | Senat              | zusammen mit Casa delle Libertà | zusammen mit Casa delle Libertà | 17 / 315  |
| Parlamentswahlen 2006 | Abgeordnetenkammer | 1.747.730                       | 4,6                             | 26 / 630  |
| Parlamentswahlen 2006 | Senat              | 1.530.667                       | 4,5                             | 14 / 315  |
| Parlamentswahlen 2008 | Abgeordnetenkammer | 3.026.844                       | 8,3                             | 60 / 630  |
| Parlamentswahlen 2008 | Senat              | 2.644.248                       | 8,1                             | 26 / 315  |
| Parlamentswahlen 2013 | Abgeordnetenkammer | 1.390.156                       | 4,1                             | 19 / 630  |
| Parlamentswahlen 2013 | Senat              | 1.328.555                       | 4,3                             | 17 / 315  |
| Parlamentswahlen 2018 | Abgeordnetenkammer | 5.694.351                       | 17,3                            | 125 / 630 |
| Parlamentswahlen 2018 | Senat              | 5.323.045                       | 17,6                            | 58 / 315  |

### Europawahl
| Jahr | Stimmen   | Anteil | Mandate | Fraktion   |
| ---- | --------- | ------ | ------- | ---------- |
| 1989 | 636.242   | 1,8 %  | 2 / 81  | RBW        |
| 1994 | 2.162.586 | 6,5 %  | 6 / 87  | ELDR/f'los |
| 1999 | 1.395.547 | 4,5 %  | 4 / 87  | TDI/f'los  |
| 2004 | 1.613.506 | 5,0 %  | 4 / 78  | UEN        |
| 2009 | 3.126.915 | 10,2 % | 9 / 72  | EFD        |
| 2014 | 1.688.197 | 6,2 %  | 5 / 73  | ENF        |
| 2019 | 9.175.208 | 34,3 % | 29 / 76 | I&D        |

### Ergebnisse auf regionaler Ebene seit 1985

#### Regionalwahlen
| Jahr | Aostatal | Ligurien | Piemont | Lombardei | Venetien | Trentino-Südtirol | Friaul-Julisch Venetien | Emilia-Romagna | Toskana | Marken | Umbrien | Latium | Abruzzen | Molise | Kampanien | Apulien | Basilikata | Kalabrien | Sizilien | Sardinien |
| 1985 | -        | 0,9      | 1,1     | 0,5       | 3,7      | -                 | -                       | 0,4            | 0,5     | 0,6    | 0,4     | -      | -        | -      | -         | -       | -          | -         | -        | -         |
| 1990 | -        | 6,1      | 5,1     | 18,9      | 7,2      | -                 | -                       | 2,9            | 0,8     | 0,2    | 0,2     | -      | -        | -      | -         | -       | -          | -         | -        | -         |
| 1993 | 7,6      | -        | -       | -         | -        | 9,6               | 26,7                    | -              | -       | -      | -       | -      | -        | -      | -         | -       | -          | -         | -        | -         |
| 1995 | -        | 6,6      | 9,9     | 17,7      | 16,7     | -                 | -                       | 3,4            | 0,7     | 0,5    | -       | 0,5    | -        | -      | 0,3       | 0,4     | -          | 0,5       | -        | -         |
| 1998 | 3,4      | -        | -       | -         | -        | 4,7               | 17,3                    | -              | -       | -      | -       | -      | -        | -      | -         | -       | -          | -         | -        | -         |
| 2000 | -        | 4,3      | 7,6     | 15,5      | 12,0     | -                 | -                       | 2,6            | 0,6     | -      | 0,3     | -      | -        | -      | -         | -       | -          | -         | -        | -         |
| 2003 | -        | -        | -       | -         | -        | 3,0               | 9,3                     | -              | -       | -      | -       | -      | -        | -      | -         | -       | -          | -         | -        | -         |
| 2005 | -        | 4,7      | 8,5     | 15,8      | 14,7     | -                 | -                       | 4,8            | 1,3     | 0,9    | -       | -      | -        | -      | -         | -       | -          | -         | -        | -         |
| 2008 | -        | -        | -       | -         | -        | 7,3               | 12,9                    | -              | -       | -      | -       | -      | -        | -      | -         | -       | -          | -         | -        | -         |
| 2010 | -        | 10,2     | 16,7    | 26,2      | 35,2     | -                 | -                       | 13,6           | 6,4     | 6,3    | 4,3     | -      | -        | -      | -         | -       | -          | -         | -        | -         |
| 2013 | 12,2     | -        | -       | 23,2      | -        | 5,0               | 8,3                     | -              | -       | -      | -       | -      | -        | -      | -         | -       | -          | -         | -        | -         |
| 2014 | -        | -        | 7,3     | -         | -        | -                 | -                       | 19,4           | -       | -      | -       | -      | -        | -      | -         | -       | -          | -         | -        | -         |
| 2015 | -        | 20,3     | -       | -         | 40,9     | -                 | -                       | -              | 16,2    | 13,0   | 14,0    | -      | -        | -      | -         | 2,3     | -          | -         | -        | -         |
| 2017 | -        | -        | -       | -         | -        | -                 | -                       | -              | -       | -      | -       | -      | -        | -      | -         | -       | -          | -         | 5,7      | -         |
| 2018 | 17,1     | -        | -       | 29,4      | -        | 18,0              | 34,9                    | -              | -       | -      | -       | 10,0   | -        | 8,2    | -         | -       | -          | -         | -        | -         |
| 2019 | -        | -        | 37,1    | -         | -        | -                 | -                       | -              | -       | -      | 37,0    | -      | 27,5     | -      | -         | -       | 19,2       | -         | -        | 11,4      |
| 2020 | 23,9     | 17,1     | -       | -         | 61,5     | -                 | -                       | 32,0           | 21,8    | 22,4   | -       | -      | -        | -      | 5,7       | 9,6     | -          | 12,3      | -        | -         |
| 2021 | -        | -        | -       | -         | -        | -                 | -                       | -              | -       | -      | -       | -      | -        | -      | -         | -       | -          | 8,3       | -        | -         |

#### Wahlen zur Abgeordnetenkammer
| Jahr | Aostatal | Ligurien | Piemont | Lombardei | Venetien | Trentino-Südtirol | Friaul-Julisch Venetien | Emilia-Romagna | Toskana | Marken | Umbrien | Latium | Abruzzen | Molise | Kampanien | Apulien | Basilikata | Kalabrien | Sizilien | Sardinien | ITALIEN |
| 1992 | -        | 14,3     | 16,3    | 23,0      | 17,8     | 8,9               | 15,3                    | 9,6            | 3,1     | 1,3    | 1,1     | -      | -        | -      | -         | -       | -          | -         | -        | -         | 8,7     |
| 1994 | 17,2     | 11,4     | 15,7    | 22,1      | 21,6     | 7,6               | 16,9                    | 6,4            | 2,2     | -      | -       | -      | -        | -      | -         | -       | -          | -         | -        | -         | 8,4     |
| 1996 | 8,1      | 10,2     | 18,2    | 25,5      | 29,3     | 13,2              | 23,2                    | 7,2            | 1,8     | 1,5    | 1,1     | -      | -        | -      | -         | -       | -          | -         | -        | -         | 10,1    |
| 2001 | 21,9     | 3,9      | 5,9     | 12,1      | 10,2     | 3,7               | 8,2                     | 3,3            | 0,6     | 0,3    | -       | -      | -        | -      | -         | -       | -          | -         | -        | -         | 3,9     |
| 2006 | 2,0      | 3,7      | 6,3     | 11,7      | 11,1     | 4,5               | 7,2                     | 3,9            | 1,1     | 1,0    | 0,8     | -      | -        | -      | -         | -       | -          | -         | -        | -         | 4,1     |
| 2008 | -        | 6,8      | 12,6    | 21,6      | 27,1     | 9,4               | 13,0                    | 7,8            | 2,0     | 2,2    | 1,7     | -      | -        | -      | -         | -       | -          | -         | -        | -         | 8,3     |
| 2013 | 3,3      | 2,3      | 4,8     | 12,9      | 10,5     | 4,2               | 6,7                     | 2,6            | 0,7     | 0,7    | 0,6     | 0,2    | 0,2      | 0,2    | 0,3       | 0,1     | 0,1        | 0,2       | 0,3      | 0,1       | 4,1     |
| 2018 | 17,7     | 19,9     | 21,7    | 26,7      | 31,3     | 19,2              | 25,8                    | 19,2           | 17,4    | 17,3   | 20,1    | 16,4   | 17,1     | 9,7    | 3,8       | 6,7     | 7,5        | 6,1       | 5,5      | 10,9      | 17,3    |

#### Europawahlen
| Jahr | Aostatal | Ligurien | Piemont | Lombardei | Venetien | Trentino-Südtirol | Friaul-Julisch Venetien | Emilia-Romagna | Toskana | Marken | Umbrien | Latium | Abruzzen | Molise | Kampanien | Apulien | Basilikata | Kalabrien | Sizilien | Sardinien | ITALIEN |
| 1989 | 0,5      | 1,4      | 2,1     | 8,1       | 1,7      | 0,3               | 0,5                     | 0,5            | 0,2     | 0,1    | 0,1     | 0,1    | 0,1      | 0,1    | 0,1       | 0,1     | 0,1        | 0,1       | 0,1      | 0,1       | 1,8     |
| 1994 | 5,7      | 8,0      | 11,5    | 17,7      | 15,7     | 4,8               | 11,2                    | 6,4            | 1,6     | 0,8    | 0,6     | 0,4    | 0,6      | 0,5    | 0,3       | 0,4     | 0,5        | 0,6       | 0,5      | 0,2       | 6,6     |
| 1999 | 2,0      | 3,7      | 7,8     | 13,1      | 10,7     | 2,4               | 10,1                    | 3,0            | 0,6     | 0,4    | 0,3     | 0,1    | 0,2      | 0,3    | 0,2       | 0,1     | 0,4        | 0,2       | 0,1      | 0,1       | 4,5     |
| 2004 | 3,0      | 4,1      | 8,2     | 13,8      | 14,1     | 3,5               | 8,5                     | 3,4            | 0,8     | 0,9    | 0,6     | 0,2    | 0,3      | 0,5    | 0,4       | 0,2     | 0,4        | 0,3       | 0,2      | 0,1       | 5,0     |
| 2009 | 4,4      | 9,9      | 15,7    | 22,7      | 28,4     | 9,9               | 17,5                    | 11,1           | 4,3     | 5,5    | 3,6     | 1,1    | 1,3      | 0,7    | 0,5       | 0,3     | 0,6        | 1,0       | 0,3      | 0,7       | 10,2    |
| 2014 | 6,8      | 5,6      | 7,6     | 14,6      | 15,6     | 7,6               | 9,3                     | 5,0            | 2,6     | 2,7    | 2,5     | 1,6    | 0,8      | 1,0    | 0,7       | 0,6     | 0,7        | 0,7       | 0.9      | 1,4       | 6,2     |
| 2019 | 37,2     | 33,9     | 37,1    | 43,4      | 49,9     | 27,8              | 42,6                    | 33,8           | 31,5    | 38,0   | 38,2    | 32,7   | 35,3     | 24,3   | 19,2      | 25,3    | 23,3       | 22,6      | 20,8     | 27,6      | 34,3    |

### … auf lokaler Ebene
Auf lokaler Ebene ist die Lega Nord vor allem in den Regionen Friaul, Venetien, Lombardei und Piemont vertreten.

#### Gemeinden
Unmittelbar nach dem Politskandal Mani Pulite konnte die Partei ihren Kandidaten Marco Formentini als Bürgermeister von Mailand durchsetzen (1993–1997). Auch Verona (Flavio Tosi, 2007–2017) und Padua (Massimo Bitonci, 2014–2016) wurden schon von der Lega regiert. Derzeit stellt die Lega in 16 italienischen Städten mit über 50.000 Einwohnern den Bürgermeister.

#### Provinzen
Die Partei stellt bzw. stellte auch den Präsidenten von sechs Provinzen Norditaliens.
| Provinz | Region                  | Präsident           | Zeitraum  |
| ------- | ----------------------- | ------------------- | --------- |
| Udine   | Friaul-Julisch Venetien | Pietro Fontanini    | 2008–2018 |
| Sondrio | Lombardei               | Luca Della Bitta    | 2014–2018 |
| Treviso | Venetien                | Stefano Marcon      | seit 2016 |
| Lodi    | Lombardei               | Francesco Passerini | seit 2018 |
| Trient  | Trentino-Südtirol       | Maurizio Fugatti    | seit 2018 |
| Verona  | Venetien                | Manuel Scalzotto    | seit 2018 |

#### Regionen
Mitte der 1990er Jahre konnte die Lega Nord nur kurzzeitig den Gouverneur der Lombardei (Paolo Arrigoni, 1994–1995) und von Friaul-Julisch Venetien (Pietro Fontanini, 1993–1994, Alessandra Guerra 1994–1995, Sergio Cecotti 1995–1996) stellen. Ansonsten war sie maßgeblich an den Regionalregierungen Norditaliens beteiligt, konnte aber nie das höchste Amt einer Region besetzen.
Bei den Regionalwahlen vom 28. und 29. März 2010 gelang es der Lega Nord in zwei Regionen, ihre Spitzenkandidaten durchzusetzen. In Venetien wurde der bisherige italienische Landwirtschaftsminister Luca Zaia mit über 60 % der Stimmen zum Regionalpräsidenten gewählt, im Piemont setzte sich Roberto Cota gegen die amtierende Regionalpräsidentin Mercedes Bresso vom Partito Democratico knapp durch (Cota regierte bis 2014). Bei den vorgezogenen Regionalwahlen am 24. und 25. Februar 2013 konnte die Lega Nord mit ihrem Spitzenkandidaten Roberto Maroni die Regierung der Lombardei wiedererobern. Seit der Regionalwahlen 2018 stellt die Partei mit Massimiliano Fedriga auch erneut den Präsidenten von Friaul-Julisch Venetien. Seit der Regionalwahl 2019 ist mit Donatella Tesei erstmals eine Politikerin der Lega Nord Präsidentin der Region Umbrien.
| Region                  | Präsident            | im Amt seit |
| ----------------------- | -------------------- | ----------- |
| Venetien                | Luca Zaia            | 2010        |
| Lombardei               | Attilio Fontana      | 2018        |
| Friaul-Julisch Venetien | Massimiliano Fedriga | 2018        |
| Umbrien                 | Donatella Tesei      | 2019        |

### Die padanischen Parlamentswahlen 1997
1997 organisierte die Lega Nord die „ersten Wahlen für ein padanisches Parlament“, an denen sich nach Parteiangaben 4,8 Millionen Norditaliener beteiligten. Die Wähler konnten sich zwischen einer Vielzahl von padanischen Parteien entscheiden.:
- Matteo Salvini war der Kandidat der Kommunistischen Partei Padaniens (5 von 210 Sitzen);
- Roberto Maroni, Marco Formentini, Giovanni Meo Zilio (ein ex-Sozialist und -Partisane), Franco Colleoni und Mariella Mazzetto gründeten die Europäischen Demokraten-Padanische Arbeiterpartei (52 Sitze);
- eine Gruppe venetischer Leghisti gründeten die venetischen Padanischen Löwen (14 Sitze);
- Giuseppe Leoni und Roberto Ronchi gründeten die christdemokratischen Padanischen Katholiken (20 Sitze);
- Giancarlo Pagliarini, Vito Gnutti, Roberto Cota und Massimo Zanello führten die liberal-konservative, nach dem Vorbild der Forza Italia gegründete Liberaldemokraten-Forza Padania (50 Sitze), die zu den Befürwortern der Zugehörigkeit zu Silvio Berlusconis Parteienbündnis Casa delle Libertà gehörte.
- Marco Pottino gründete die Partei Liberal-libertäres Padanien (12 Sitze);
- Erminio Boso führte die agrarisch-konservative Padanische Landwirtschaftsunion für Umwelt, Jagd und Fischfang (5 Sitze);
- Enzo Flego und Walter Gherardini gründeten die national-konservative Padanische Rechte (27 Sitze);
- auch der nicht-leghista und Politiker der italienischen Radikalen Benedetto Della Vedova wurde für eine libertär-wirtschaftsliberale Liste gewählt, während hingegen der grüne Kammerabgeordnete Nando Dalla Chiesa erfolglos in Mailand kandidierte.

## Organisation
Die Lega Nord war anfangs hauptsächlich in Norditalien aktiv, mittlerweile ist sie aber auch im übrigen Italien politisch aktiv.
Die Landesverbände der Lega Nord tragen die Bezeichnung Segreterie Nazionali. Diese sind mit den jeweiligen Regionen (von der Lega „Nationen“ genannt) deckungsgleich, mit Ausnahme von Trentino und Südtirol sowie von Emilia und Romagna.

## Umstrittene Äußerungen

### Fremdenfeindliche Äußerungen
Die Lega Nord bezieht sich in ihrer programmatischen Selbstdarstellung, ähnlich wie andere Rechtsparteien Europas (wie Vlaams Belang, Freiheitliche Partei Österreichs) auch, auf den Ethnopluralismus. Charakteristisch für diese Auffassung ist die Aussage Umberto Bossis im Juni 2000, dass nach seiner Meinung nichts „die Völker und ihre Verschiedenheiten auslöschen“ könne, „noch ihre Kulturen und charakteristischen Eigenschaften, die die Frucht sind ihrer Interaktion mit ihrem Territorium und den Nahrungsmitteln, die ihr Territorium produziert und die sie konsumieren“. Alain de Benoist, der Vordenker der „Nouvelle Droite“, hat für die Parteizeitung La Padania verschiedene Leitartikel verfasst.
Die Bundeszentrale für politische Bildung kommentiert die Bezugnahme der Lega auf ethnopluralistische Konzepte folgendermaßen: „Der Begriff ‚Volksgruppenrechte‘ bezeichnet bei der Lega Nord vor allem die Rechte der Bewohner einer relativ reichen Region, unter Abgrenzung sowohl von ärmeren Regionen als auch von ‚Ausländern‘.“
Es gibt zahlreiche offen rassistische Aussagen der Partei und führender Mitglieder; dabei ist es auch zu Straftaten gekommen.
- Im Januar 2001 fordert der damalige Bürgermeister von Treviso, Giancarlo Gentilini, „Metallwaggons“ für „gefasste illegale Einwanderer“, egal ob sie „muskulöse Neger“ oder „Blumenverkäufer mit seltsam olivenfarbigen Teint“ seien.[71] Außerdem forderte er wörtlich, „diese Nichtsnutze von Immigranten als Hasen zu verkleiden und pim pim pim mit den Gewehren zu machen“.
- Der Trentiner Erminio Boso forderte für den Zugverkehr die Einführung von getrennten Wagen für Italiener und Immigranten, weil diese „ohne Rücksicht auf die anderen Passagiere in den Waggons kampieren und dort schlafen und somit den anderen Reisenden den Platz wegnehmen“[72]
- In einem Interview mit dem Corriere della Sera sagte Bossi: „Die Marine und die Guardia di Finanza (Zoll) sollten lieber auf die Immigrantenboote schießen, die illegal nach Italien kommen wollen.“[73]
- Umberto Bossi vertrat in einem Radiointerview die Ansicht,[74] dass bei der Vergabe von Sozialwohnungen in Mailand die „Lombarden“ (Einheimischen) gegenüber den „Bingo Bongos“ (den Einwanderern) unbedingt zu bevorzugen seien.
- Im Februar 2006 ließ der Lega-Nord-Politiker Roberto Calderoli T-Shirts mit den umstrittenen Mohammed-Karikaturen produzieren. Nachdem er in einem Liveinterview vom 17. Februar 2006 stolz eines der T-Shirts präsentiert hatte, kam es in Libyen zu gewaltsamen Protestdemonstrationen vor dem italienischen Konsulat, wobei bei Auseinandersetzungen mit der Polizei elf Menschen starben. Seine Kabinettskollegen, allen voran Ministerpräsident Silvio Berlusconi, drängten ihn zum Rücktritt, den er am 18. Februar 2006 einreichte. Im Anschluss an den Skandal wurden die vier Europaparlamentarier der Lega Nord aus der europakritischen Fraktion Unabhängigkeit und Demokratie ausgeschlossen.
- Am 10. Juli 2006 beschimpfte Roberto Calderoli nach dem Fußball-WM-Finale die französische Elf als „Mannschaft ohne Identität“. Italien habe gegen ein Team gewonnen, „das um der Ergebnisse willen die eigene Identität verloren hat, indem es Neger, Moslems und Kommunisten aufgestellt hat“, erklärte der Politiker, der schon früher mit seinen Provokationen in die Schlagzeilen geraten war. Italien sei in Berlin hingegen mit einer Mannschaft angetreten, „die sich aus Lombarden, Kampaniern, Venetiern und Kalabresen zusammensetzt – ein Sieg für unsere Identität“, sagte Calderoli.
- Im Dezember 2007 erregte die Aussage des Lega-Nord-Politikers Giorgio Bettio, Stadtrat in Treviso, internationales Aufsehen. Er verlangte, dass man gegen Ausländerkriminalität mit den Methoden der SS vorgehen sollte, und zwar „für jeden Einheimischen, dem Ausländer Schaden zufügen, sollten zehn Einwanderer bestraft werden“. Die Staatsanwaltschaft ermittelte gegen Bettio wegen Volksverhetzung und Apologie des Nazismus.[75]

Der französische Publizist Jean-Yves Camus hingegen sieht in der Lega eine Variante eines „alpinen Populismus“, der als dritte Welle des Rechtsextremismus – mit Ausnahme seiner österreichischen Ausprägung (FPÖ) – nicht mit dem historischen Faschismus und Nazismus verbunden sei. Die Partei hat sich stets ganz klar vom Faschismus distanziert. Parteigänger, die den Faschismus verherrlichen oder mit rechtsextremen Gesten (Römischer Gruß) aufgefallen sind, wurden bereits mehrfach ausgeschlossen. Der bereits genannte Giorgio Bettio ist nicht mehr Mitglied der Partei. Nachdem sich in San Giovanni Bianco in der Provinz Bergamo ein Gemeinderatsmitglied mit Römischem Gruß ablichten ließ, trat der Bürgermeister der Lega Nord zurück und es mussten Neuwahlen ausgeschrieben werden. Zudem haben Mitglieder der Lega Nord bereits mehrmals ihre Verbundenheit zur antifaschistischen Resistenza betont. Der Bürgermeister von Vittorio Veneto äußerte sich, „sein Vater sei ein Partisane gewesen und er sei stolz darauf“.

### Sonstige Äußerungen
- Als bei einer Kundgebung in Venedig im Jahr 1997 eine junge Frau mit der italienischen Fahne winkte, reagierte Umberto Bossi mit folgenden Worten: „Il tricolore, signora, lo metta al cesso“ (sinngemäß: Das Trikolore, gnädige Frau, können Sie ins Klo werfen). Bossi sagte auch, er habe eine Klopapierladung mit den Farben der italienischen Flagge bestellt.[81]
- Im Juni 2005 wurde auf einer Veranstaltung der Lega Nord dazu aufgefordert, Alfonso Pecoraro Scanio, den Sekretär der italienischen Grünen und bekennenden Bisexuellen, zu vergewaltigen.
- Minister Roberto Calderoli entfachte mit folgender Aussage über die Stadt Neapel und ihre Einwohner einen Sturm der Entrüstung: „Die Kloake muss gereinigt werden, und weil Neapel heute zu einer Kloake geworden ist, muss man alle Mäuse eliminieren, mit jedem beliebigen Mittel, und nicht nur so tun, als ob man etwas täte, weil die Mäuse vielleicht auch noch wählen gehen“.[82]
- Giancarlo Gentilini erklärte, er werde eine „ethnische Säuberung der Schwuchteln“ einleiten, um gegen Homosexuelle vorzugehen, die sich nachts auf einem Parkplatz der Stadt treffen.[83]
- Umberto Bossi äußerte sich folgendermaßen bezüglich der Möglichkeit, die Föderalismusreform werde in der jetzigen Legislaturperiode die parlamentarischen Hürden nicht nehmen: „Wir haben keine Angst, das Thema auf den Plätzen auszutragen. Wir haben 300.000 Märtyrer, die bereit sind, von den Bergen hinabzusteigen. Unsere Gewehre rauchen immer.“[84]
- Im Juli 2008 beteuerte Bossi bei einem Parteitreffen in Padua: „Wir dürfen nicht länger Roms Sklaven sein“, wie es in der Nationalhymne heiße, und zeigte dabei den Mittelfinger.[85] Ferner behauptete er: „Wir müssen gegen diese zentralistische Kanaille ankämpfen. Fünfzehn Millionen Männer sind bereit, sich für die Freiheit zu schlagen. Wir müssen gegen diesen faschistischen Staat kämpfen.“[86] Die Äußerung wurde auch von den eigenen Koalitionspartnern scharf kritisiert.
- Anschließend wetterte er gegen die angebliche linke Indoktrinierung: „Nach 30 Jahren linker Schulen, linker Prüfungen, linker Lehrer, linker Schulleitungen […] ist unsere Jugend desorientiert“. Danach beklagte er sich: „Und es kann nicht sein, dass Lehrer aus allen Teilen Italiens kommen und den norditalienischen Lehrkräften die Arbeit wegnehmen. Die wollen, dass nur über Pirandello und Sciascia gesprochen wird, und nicht über Föderalisten wie Carlo Cattaneo“.[87] Möglicherweise eine Anspielung an seinen Sohn, der die Abiturprüfung zum zweiten Mal nicht bestanden hatte.

## Gerichtsverfahren und Verurteilungen
45 Mitglieder der Partei, unter anderem Umberto Bossi, wurden 1996 wegen „Gefährdung der italienischen Einheit“ angezeigt. Das Verfahren wurde zeitweise unterbrochen, am 7. Februar 2006 wieder aufgenommen und letztendlich eingestellt. Das Parlament hat inzwischen ein Gesetz verabschiedet, wonach der Tatbestand der Gefährdung der Einheit nur dann erfüllt ist, wenn mit gewalttätigen Mitteln vorgegangen wurde, was im gegebenen Fall nicht zutreffend war.
Für seine zahlreichen Äußerungen über die italienische Flagge wurde Umberto Bossi gleich in zwei verschiedenen Verfahren rechtskräftig verurteilt: Im ersten wurde er auf Bewährung, im zweiten wurde er vom Kassationshof zu einer Geldstrafe von 3.000 Euro verurteilt.
Der EU-Parlamentarier Mario Borghezio wurde 1993 zu einer Geldstrafe von 750.000 Lire (umgerechnet 387,34 Euro) wegen Nötigung verurteilt: Er hatte einen zwölfjährigen illegal eingewanderten Marokkaner am Arm festgehalten, um ihn der Polizei zu übergeben.
Im Juli 2005 wurde er rechtskräftig zu einer Freiheitsstrafe von 2 Monaten und 20 Tagen verurteilt, weil er fünf Jahre zuvor die Schlafstätte einiger Einwanderer unter einer Turiner Brücke angezündet hatte. Die Strafe wurde schließlich in eine Geldbuße von 3.040 Euro umgewandelt.
Am 3. Februar 2018 schoss der Rechtsextremist Luca Traini, ein erfolgloser Kommunalwahlkandidat der Lega Nord, bei einem rassistischen Anschlag in der Stadt Macerata aus einem fahrenden Auto auf mehrere Menschen aus Mali, Ghana, Nigeria und Gambia und verletzte sechs von ihnen, einen davon lebensgefährlich. Alle Verletzten überlebten den Angriff. Traini wurde zu 12 Jahren Haft verurteilt, das Berufungsgericht in Ancona bestätigte Schuldspruch und Strafhöhe.
Im August 2019 wurde die Partei vom Obersten Italienischen Gericht zur Rückzahlung illegal erhaltener öffentlicher Parteienförderung in Höhe von 50 Millionen Euro an den italienischen Staat verpflichtet. Zudem wurde Umberto Bossi zu einem Jahr und zehn Monaten Freiheitsstrafe verurteilt, der Schatzmeister Francesco Belsito zu drei Jahren und neun Monaten.

## Parteimedien
Die Partei verfügte über eine Tageszeitung, die La Padania. Diese wurde am 1. Dezember 2014 eingestellt. Auf dem lokalen Fernsehsender Telecampione werden täglich einige parteinahe Sendungen mit dem Logo TelePadania ausgestrahlt.